# ハンドボール
ハンドボール（英: handball）は、7人ずつの2チームが1個のボールを手で扱い、相手のゴールになげ入れて得点を競うチームスポーツ。送球（そうきゅう）とも呼ばれる。公式競技は屋内で行われ、時間内に多くの得点を挙げたチームが勝利となる。
サッカー（フットボール）から派生した競技であるが、ボールを手で扱う競技特性から、バスケットボールと類似したルールが追加されてきた特徴を持つ。
「走る・投げる・跳ぶ」の3要素が揃ったスポーツで、スピード・迫力ある攻防や華麗なシュートが魅力とされている。

## 沿革

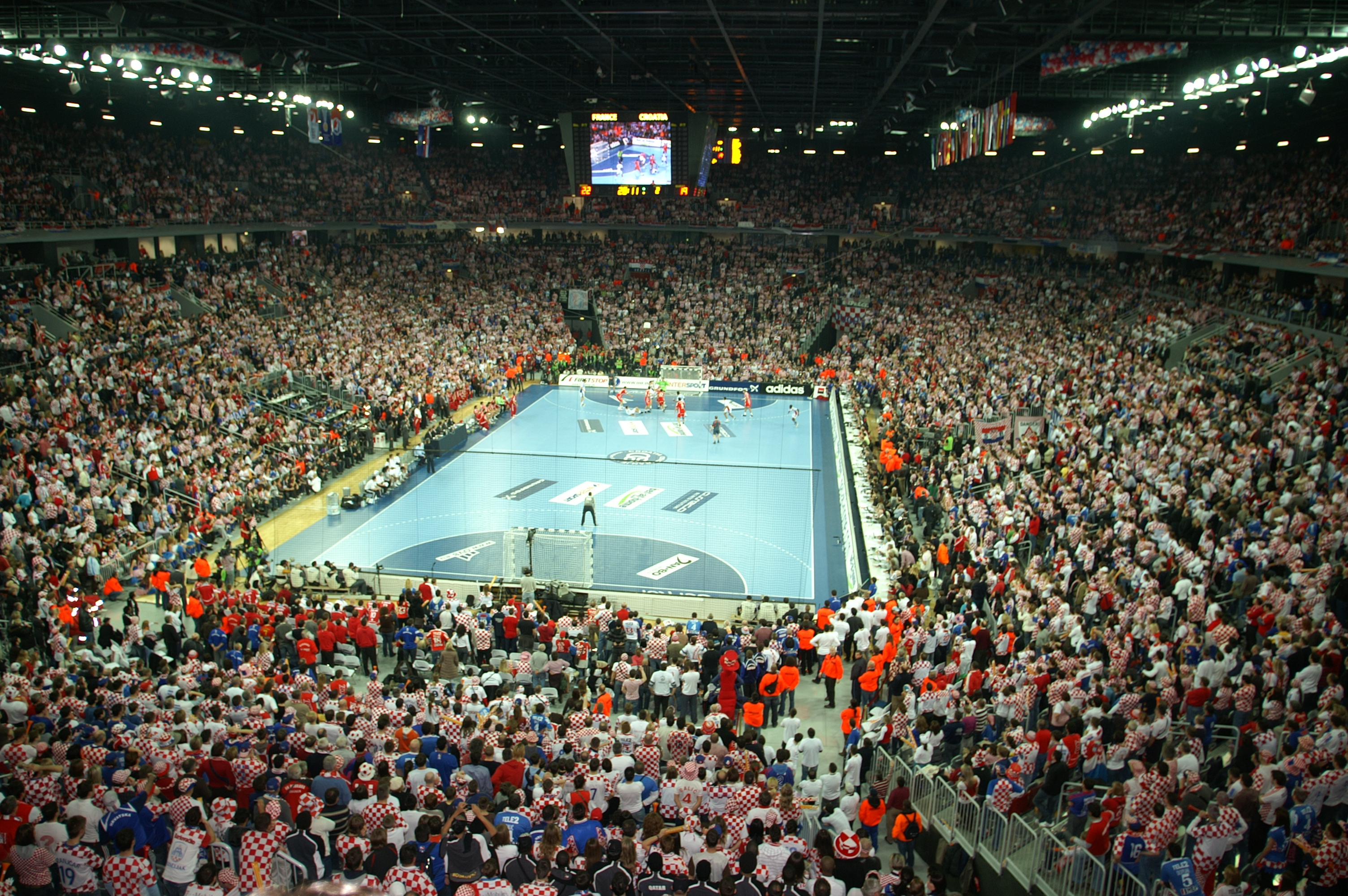
2009年の世界選手権決勝(クロアチア)

19世紀末から20世紀初頭のヨーロッパに起源をもち、世界へと広がったスポーツである。1946年創設の国際ハンドボール連盟には、2017年時点で200を超える国と地域が加盟しており、ヨーロッパ以外でも普及が進んでいる。古くはドイツ発祥の11人制が主流であったが、スカンジナビアを中心に広がった7人制が次第に支持を得て現在に至っている。

### 起源
近代ハンドボールの起源は、19世紀末のデンマークと20世紀初頭のドイツであると考えられている。双方とも、当時のサッカーをもとに競技が創案されており、初期の競技ではサッカーボールが使用されていた。
手でボールを投げる競技自体は、古代エジプトや古代ローマのほか、グリーンランドのイヌイットによるものなど、古代から世界各地で行われており、これらの競技をハンドボールの起源とする意見もある。

#### デンマークでの発祥
ハンドボールの初めての試合は、1897年ごろ、デンマークのフュン島東部・ニューボー(Nyborg)で行われたとする説が有力視されている。
イギリス留学でサッカーを学んだラスムス・エアンスト(Rasmus Ernst)は、デンマーク帰国後、教育実習生としてニューボーへと赴任し、生徒にサッカーを教えた。しかし、プレーしていた生徒が校舎の窓ガラスを割ったことで、校長からサッカーを禁止されてしまう。そこでエアンストは、「手でボールを扱えば、足よりも安全で正確にプレーできる」と提案し、校長の許可を得た。このできごとが、デンマークにおけるハンドボールの起源とされている。
1906年には、エアンストの指導教官であるホルガー・ニールセン(Holger Nielsen)により、競技規則が制定された。この競技規則では、1チーム16人、競技場は縦50ｍ×横30ｍ、ゴールエリアは縦4ｍ×横7mの長方形で、ゴールの大きさは現在と同じ高さ2ｍ×横3mであった。
この競技はデンマークの寒冷な気候条件から、屋内競技として普及した。さらに同様の寒冷気候であるスカンジナビア諸国を中心に広がっていき、現在行われている「7人制ハンドボール」へと発展していくこととなる。

#### ドイツでの発祥
一方、20世紀初頭のドイツでは、サッカーに代わる女性向けの球技が模索されていた。1896年から近代オリンピックが開始されたことや、1919年のワイマール憲法制定に代表される女性の権利保障の機運が背景として考えられている。
1915年ごろ、公式に残る記録では1919年、ドイツ人体育教師のカール・シュレンツ(Karl Schelenz)により競技規則が制定されている。この競技規則では、1チーム11人、競技場は縦40ｍ×横30ｍ、ゴールエリアは半径8mの半円状で、ゴールの大きさは高さ2.1ｍ×横7mとされた。また、ボールを保持した状態での移動を、現在のハンドボールと同様に3歩までに制限している。シュレンツは、この競技を「人間の基本的な動作や本能と合致した自然な運動」と捉え、特に「走・跳・投の3要素による、身体形成への有用性」を強調している。
この競技は、シュレンツ自身が「サッカーの持つスポーツ性を取り入れ、男性にも女性にもできる球技」として普及や指導にあたり、ドイツを中心にヨーロッパ諸国へと広まっていった。のちに1960年代まで主流となった「11人制ハンドボール」へと発展していくこととなり、最終的な競技規則(のちに7人制に一本化・後述)では、サッカーと同じ大きさの競技場やゴールが使用されている。

### 競技の確立
ほぼ同時期に始まった、デンマークを起源とする7人制と、ドイツを起源とする11人制は、相互に影響しあいながら国際的に広がっていった。
ドイツを起源とする11人制は、ヨーロッパ諸国に広く受け入れられたため、国際的な競技団体や、競技規則の統一が必要とされた。これを受け、1928年に国際アマチュアハンドボール連盟が誕生し、1934年には国際競技規則が制定された。この11人制の競技規則では、現在のハンドボールと同規格までボールが小さくなり、同じくボール保持時間も3秒までに制限された。
デンマークを起源とする7人制も、11人制と同じく、1934年に国際競技規則を制定している。この7人制の競技規則では、競技場の大きさが縦30~50m×横15~25ｍとされたほか、ゴールエリアやフリースローラインなど、現在のハンドボール用コートの基礎となった規格も多い。
1936年には、11人制が盛んになっていたドイツでベルリンオリンピックが開催され、オリンピック種目に11人制ハンドボールが採用された。1938年には、国際アマチュアハンドボール連盟により、男子世界選手権が、11人制と7人制の2種目で併催された。この後、11人制と7人制の並立体制がしばらく続くこととなる。

### 7人制への統一
11人制に比べ、少人数で競技場の小さい7人制は競技実施が容易であり、ハンドボールは徐々に7人制が主流となっていった。
1946年には、11人制を主流とするドイツが第二次世界大戦で敗れたことを背景に、7人制を主流とするスカンジナビア諸国が国際ハンドボール連盟を設立した。従来の国際アマチュアハンドボール連盟は発展的解消を遂げ、ハンドボールは7人制へと一本化されていくこととなる。
世界選手権では、女子大会は1962年、男子大会も1967年に7人制へと一本化された。オリンピックにおいては、1972年のミュンヘン・オリンピックで、7人制としては初めて実施種目に採用された。1976年のモントリオール・オリンピックでは、女子競技も実施種目に追加され、現在までオリンピックの実施種目に採用され続けている。

### 現在

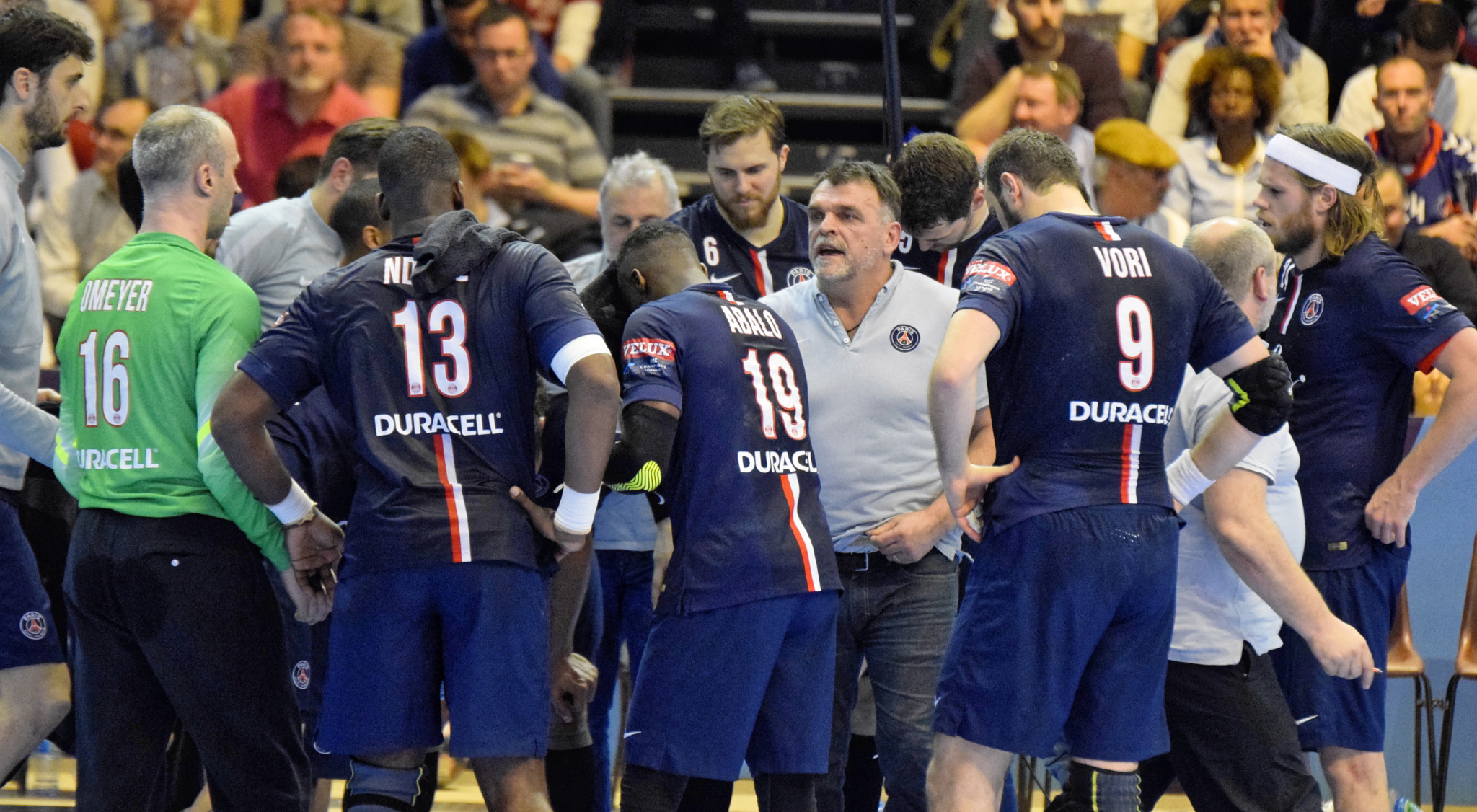
パリ・サンジェルマンのハンドボールチーム。サッカーチームとほぼ同じデザインのユニフォームを着用している。

発祥地であるヨーロッパで最も盛んに行われている。ドイツのハンドボール・ブンデスリーガや、スペインのリーガ・アソバルといったプロリーグが開催されているほか、EHFチャンピオンズリーグやIHFスーパーグローブなど、上位チームによる国際大会も開催されている。FCバルセロナやパリ・サンジェルマンなど、強豪サッカークラブの他競技部門として活動するチームもみられる。
1946年創設の国際ハンドボール連盟には、2017年時点で200を超える国と地域が加盟しており、アジア、アフリカ、南米などでも普及が進んでいる。男女共にオリンピックの正式種目であるほか、2年間隔で世界選手権も開催されている。
男子世界ランキングでは、常にドイツやデンマーク、スウェーデン、ロシア、フランスなどのヨーロッパ勢が10位以内を占めている。中堅国には、エジプトやチュニジアといったアフリカ勢や中東勢、韓国が名を連ね、日本も中堅といえる位置に近づきつつある。南米では、アルゼンチンやブラジルが成長株とされる。
女子にもほぼ同様の傾向がみられるが、男子と比べて、やや地域的に広がりが見られる。特徴的な点として、韓国がオリンピックのメダル常連であることや、アンゴラが国際大会で存在感をみせていることが挙げられる。

## 日本での沿革

### 日本での歴史
日本での起源は1922年、東京師範学校の大谷武一が大日本体育協会（現:日本スポーツ協会）で11人制を紹介したこととされている。ヨーロッパ諸国に留学していた大谷は、ドイツ滞在中、女性チームが盛んに活動していた11人制ハンドボールに強い印象を受け、女性や児童向けの体育教材として日本に紹介した。大谷の働きかけもあり、1926年には「手球(ハンドボール)」として、学校体育教授要目に追加されている。
1928年の国際アマチュアハンドボール連盟の創設時には、日本陸上競技連盟が代表団体として加盟している。1940年の東京オリンピックでの競技実施が決まったことを受け（のちに日中戦争の影響で開催権返上）、1938年2月2日に日本送球協会（現:日本ハンドボール協会）が設立され、国際アマ連盟への代表権を日本陸連より譲り受ける。
初代協会長は平沼亮三。
国内では1937年10月23日、初の公式試合として関東送球選手権大会兼神宮大会関東予選が開催。日本体育会、慶應俱楽部、文理大倶楽部、青山師範倶楽部の4チームが戦い日本体育会が優勝した。同年には全日本選手権（現:日本ハンドボール選手権大会）が開催されている。
第二次世界大戦後、1946年に国民体育大会の実施競技に採用され、戦争の影響で中断されていた全日本選手権も1950年に再開された。1963年には国際情勢を受け、国内の全公式戦が7人制に統一された。また実業団チームの増加を受け、1976年には日本ハンドボールリーグが設立されている。
国際大会には、1961年に男子代表、1962年に女子代表が初めて世界選手権に出場している。国内では、1997年に男子世界選手権を、2019年には女子世界選手権をそれぞれ熊本県で開催した。
オリンピックには、男子代表は1972年大会から1988年大会までの4大会(1980年大会は予選突破したものの、冷戦の影響でボイコット)に出場し、女子代表も1976年大会に出場している。だが韓国や中東勢に阻まれ、オリンピック出場を逃し続けてきた。
2007年の北京オリンピック・アジア予選では「中東の笛」と呼ばれる中東勢に有利な判定や、アジアハンドボール連盟による杜撰な大会運営が問題視され、再予選が行われた。再予選に至る一連の騒動は大手メディアでも盛んに報道され、ハンドボールは当時大きな注目を浴びた。

### 日本での近況
日本国内のハンドボールの競技人口は、約10万人である。国内最高峰のリーグである日本ハンドボールリーグをはじめ、小学校から成年まで各年代ごとに大会が開催されており、アマチュアスポーツとして普及している。 近年では各都道府県でクラブチームが増加しており、高卒後や大卒後の選手にもプレー機会が生まれ、競技人口も微増傾向にある。
全国的に学校体育教材として採用されているほか、最も競技人口が多い愛知県をはじめ、沖縄県浦添市や富山県氷見市など、ハンドボールが盛んな地域も見られている。
2020年の東京オリンピックでは男子が8大会32年ぶり、女子も11大会44年ぶりにオリンピックへと出場した。

#### 日本におけるメディア
前述の通り、日本のハンドボールは「中東の笛」による北京オリンピック・アジア予選の再試合騒動や人気選手の活躍などにより一時的な盛り上がりこそ見られたものの、他競技と比較して恒常的なメディア露出が少ないのが現状である。
2023年現在でもインターネット環境の発達に伴い試合中継が公式配信される例や、競技解説などをSNSや動画サイト上で行う競技関係者が増えつつある。

## 主要ルール
出典及び詳細は、(公財)日本ハンドボール協会が公開する「ハンドボール競技規則」を参照のこと。

### 特徴的なルール
- 主に手を使い[29]、パスやドリブルでボールを運ぶ。3秒までのボール所持と、ボールを持って3歩までの移動[30]が認められている[31]。
- ゴールエリア(ゴールから6mの半円)[注 5]には、防御側のゴールキーパー以外が入ることはできない[32]。ジャンプシュートなど、ゴールエリア空中でのプレーは認められている[31]。
- ゴールキーパーがシュートを阻止し、ボールがコート外に出た場合、基本的にゴールキーパーのボールで再開する[33]。
- 相手選手に危険なプレーでなければ、ある程度強い身体接触が認められている(『ディフェンス戦略としてのファウル』も参照)[31]。側後方からの接触や、相手のバランスを崩すといった危険なプレーには、警告、2分間の退場、失格といった罰則が与えられる。
- ボールを扱いやすくするため、手指に粘着剤(松脂・両面テープ)の使用が認められている。

### 競技人数
- 1チームはコート上に7人以内、登録人数14人以内(大会規定により最大16人になることも)[注 6]。基本的にコートプレーヤー[34]6人とゴールキーパー1人の構成となるが、ゴールキーパーをベンチに下げ、7人全員で攻撃することもできる。
- 交代は無制限で申告する必要もない。自陣の交代ラインからいつでも何度でも交代できる[注 7]。規定を超える人数がコートに入った場合は、不正入場として、余分に入った選手が2分間の退場となる[注 8]。

### 競技時間
- 成年・高校生は前後半各30分[35]、中学生は前後半各25分、小学生は前後半各15分で、ハーフタイムはいずれも10分(大会規定により最大15分)[36]。 ランニングタイム制であり、レフェリーやオフィシャルが試合を中断しなければ、競技時間は停止しない[37]。
- 前後半はスローオフによって開始され、競技時計の自動ブザーによって終了する。前半終了後には、両チームの攻撃方向と交代ベンチを入れ替える。
- 1回につき1分間のタイムアウトを前後半各2回・1試合で最大3回まで[注 9]、各チームが請求できる。請求は自チームがボールを保持している場合に限られる[注 10]。延長戦でタイムアウトを請求することはできない。
- 正規の試合時間で同点の場合、5分の休憩後に前後半各5分・ハーフタイム1分の「第1延長」を行う(延長戦を行わず引き分けとする場合もあり)。第1延長でも同点であれば、5分の休憩後に第1延長と同様の「第2延長」を行う。第2延長でも決着しない場合、「7mスローコンテスト(7mTC)」を行う[38]。
  - 7mスローコンテストでは、各チーム5人ずつを選び、両チーム交互に7mスローを行う。6人目以降はサドンデス方式[39]。サッカーのPK戦に近いルールで行われる。PK戦と異なる点として、5人ごとに先攻と後攻を入れ替え投球者を選び直すこと、ゴールキーパーの交代が自由であること、7mTCの結果は得点に加算され、試合の勝敗が記録されること、などがある[40]。

### 得点
標準的な前後半30分制の試合では、両チームが約60回ずつの攻撃を行い、互いに20~30点の得点を挙げることが多い。
- 攻撃側に反則が無く、ボール全体がゴールライン上を完全に通過したときにゴールとなり、1点が加算される[注 11]。ブザー後の得点は無効[注 12]。
- 得点が認められる場合、レフェリーは片手を高く挙げ2回吹笛する。攻撃側に反則があった場合など、次のスローオフが行われるまでは得点を取り消すこともできる[注 13]。
- ゴール後は失点したチームによるスローオフで再開する。サッカーのキックオフとは異なり、失点したチームの選手が全員自陣にいれば、得点したチームの状況に関わらず、素早く再開できる[注 14]。

## コート
年齢や性別に関わらず、同一規格のコートを使用する。コートやゴールの大きさは、フットサルで使用されるものとほぼ同一である。バスケットボールやバレーボールといった、他の屋内競技と比べてコートが広いため、屋外にコートが設置される場合もみられる。

### 規格
各ラインの幅は5cm。
- コートの大きさは40m×20m。

ハンドボールのコート。

  - 長辺40mの直線を「サイドライン」、短辺20m[注 18]の直線を「アウターゴールライン」と呼ぶ。両サイドラインの中点を結んだ、コート中央20mの直線を「センターライン」と呼ぶ。アウターゴールラインの中央にはゴールが設置される。
- ゴールの大きさは高さ2m×幅3m(ゴール内面の大きさ)。ゴールポスト及びクロスバーは一辺8cmで、20cm[注 19]ごとに2色[注 20]で塗り分けられる。
  - 両ゴールポスト間を結ぶ3mの直線を「ゴールライン」と呼ぶ。ラインの幅は8cm[注 21]。
- ゴールエリアラインはゴール前方6mの半円状[注 5]。ゴール幅分の中央3mは直線。慣用的に「6mライン」とも呼ばれる。
  - ゴールエリアライン内[43]を「ゴールエリア」と呼ぶ。ゴールエリア内を別色に塗り分けるコートもみられる。
- フリースローラインはゴール前方9mの半円状[注 5]。ゴール幅分の中央3mは直線。15cm間隔の破線で描かれる。慣用的に「9mライン」とも呼ばれる。
- 7mラインはゴール正面7m・長さ1mの直線。
- ゴールキーパーラインはゴール正面4m・長さ15cmの直線。
- 交代ラインはセンターラインから4.5mずつ、各交代ベンチに近い側のサイドライン上。センターラインから4.5mに交代ラインの終端を示すラインが引かれる。このラインの長さは、サイドラインからコート内外へと各15cm。

### 各ライン・エリアの役割
「ファウル#ゴールエリア関連」や「各種スロー」の項も参照。
ゴールエリアライン
ゴールから6mの距離に引かれる半円状の線。慣用的に「6mライン」とも呼ばれる。ゴールエリアを構成する。
ゴールエリア
ゴールエリアラインとその内側の半円状の地域(ゴールエリアラインを含む)。
防御側のゴールキーパーだけが、ゴールエリア内でプレーすることができる。他の選手がゴールエリア内に侵入した場合は反則となる。ただしゴールエリア空中でのプレーは認められている。
自陣ゴールエリア内のゴールキーパーは足を含む全身でシュートを防ぐことができ、ボールを持った状態での歩数制限も無い。ゴールキーパースローはゴールキーパーが自陣ゴールエリア内から行う。
ゴールライン
両ゴールポストを結ぶ3mの直線。ゴールポスト幅に合わせて幅8cmで描かれる。
攻撃側に反則がなく、ボール全体がゴールライン上を完全に越えた場合に得点となる。
アウターゴールライン
コートの短辺20m・ゴール外側の直線。アウターゴールラインの中央にゴールが設置される。
防御側のコートプレーヤーが最後に触れたボールがアウターゴールラインから外に出た場合は、攻撃側がコーナーからスローインを行う。
攻撃側や防御側のゴールキーパーが最後に触れたボールがアウターゴールラインから外に出た場合には、防御側のゴールキーパースローとなる。
サイドライン
コートの長辺40mの直線。
サイドライン上からボールがコート外に出た場合、最後にボールに触れた選手とは逆のチームによるスローインとなる。スローインはボールが出た地点のサイドラインを踏んで行う。
センターライン
両サイドラインの中点を結ぶ長さ20mの直線。
スローオフの際、スローを行う選手はセンターラインの中央を踏んでスローを行う。
フリースローライン
ゴールから9mの距離に15cm間隔の破線で引かれる半円状の線。慣用的に「9mライン」とも呼ばれる。
フリースローとなる反則が敵陣フリースローライン内で起きた場合は、フリースローラインの外へと戻ってフリースローを行う。攻撃側は、スローを行う選手以外もフリースローライン内から出なければならない。
7mスローの際は、スローを行う選手と防御側のゴールキーパー以外は、フリースローライン内から出なければならない。
7mライン
ゴール正面7mに引かれる長さ1mの直線。
7mスローの際、スローを行う選手は7mラインから後方1mまでの範囲に片足を着けてスローを行う。7mラインを踏んだり踏み越えてスローを行うと、相手のフリースローとなる。
ゴールキーパーライン
ゴール正面4mに引かれる長さ15cmの直線。
7mスローの際、ゴールキーパーはゴールキーパーラインまで前に出て守ることができる。ゴールキーパーラインを踏んだり踏み越えて7mスローを防ぐと、7mスローのやり直しとなる。

## 用具

### ボール

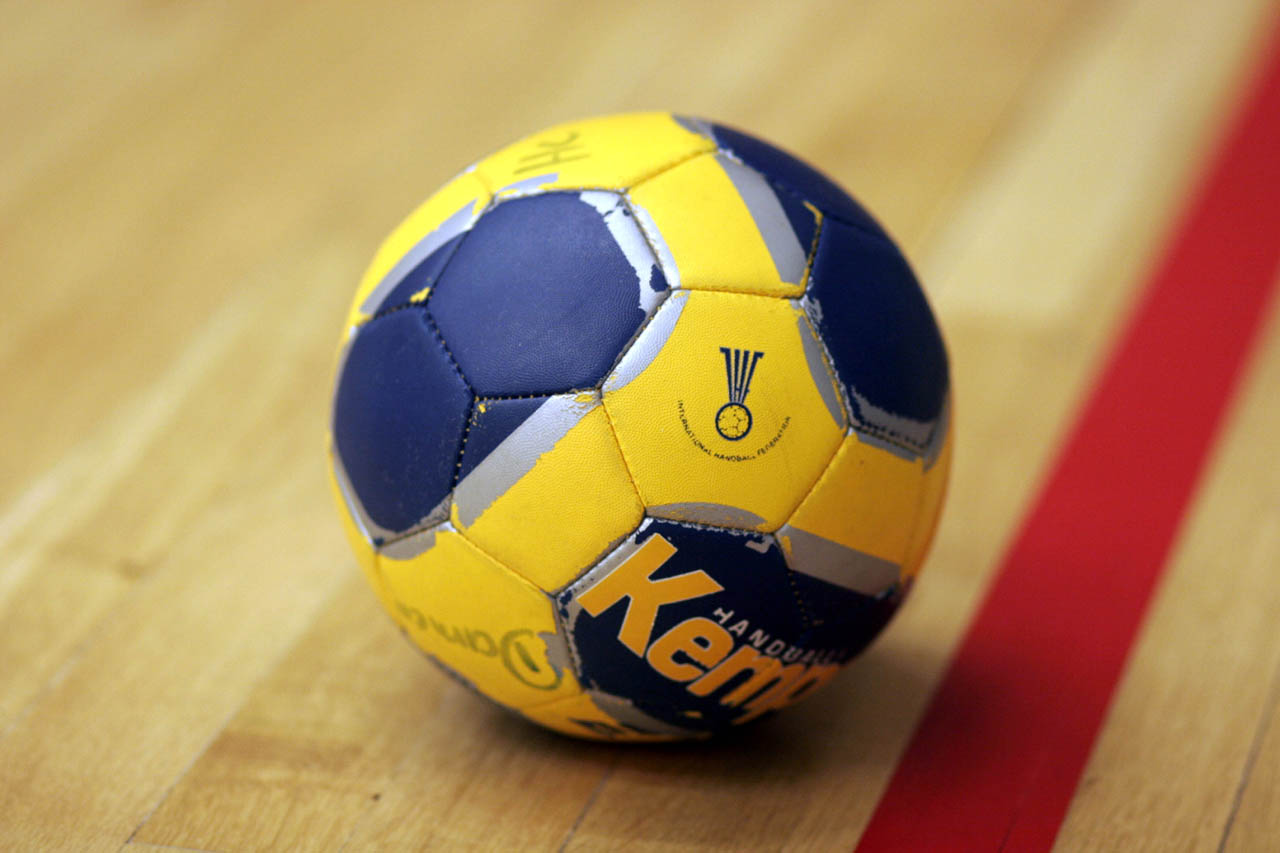
使用されるボール(3号球)。

年齢・性別によって、使用されるボールの大きさ・重さは異なる(後記)。初期の競技では、サッカーボールが使用されていた。
競技規則では、天然皮革製もしくは合成素材製で光沢の無い球形のボールとされている。近年は五角形と六角形のパネルで構成された、合成素材製のボールが主流となっている。空気圧に競技規則上の規定値は無い。
特徴として、サッカーボールなどの他競技のボールと比較して小さく、大きさに対して重い。加えて、手指に粘着剤を使用するため、片手でも扱いやすくスピードが出やすいとされる(トップレベルの男子選手によるシュートは、130km/hに達する)。
日本国内の公式競技では、一般的にモルテン製やミカサ製のボールが使用される。
| 規格                  | 外周[cm]              | 重さ[g]                            | 対象                               |
| --------------------- | --------------------- | ---------------------------------- | ---------------------------------- |
| 3号球                 | 58~60                 | 425~475                            | 成年男子・高校男子                 |
| 2号球                 | 54~56                 | 325~375                            | 成年女子・高校女子・中学校         |
| 1号球                 | 49.5~50.5             | 255~280                            | 小学校                             |
| 0号球                 | 46~47                 | 200~220                            | 小学校低学年導入用                 |
| 参考:バレーボール     | 参考:バレーボール     | 外周65~67cm、重さ260~280g(5号球)   | 外周65~67cm、重さ260~280g(5号球)   |
| 参考:サッカーボール   | 参考:サッカーボール   | 外周68~70cm、重さ410~450g(6号球)   | 外周68~70cm、重さ410~450g(6号球)   |
| 参考:バスケットボール | 参考:バスケットボール | 外周74.9~78cm、重さ567~650g(7号球) | 外周74.9~78cm、重さ567~650g(7号球) |

#### 新規格
国際ハンドボール連盟(IHF)は、2019年8月に3種類のボール新規格(松脂使用時、松脂不使用時、初心者向け)を発表した。従来の松脂使用を前提とした規格に加え、松脂の不使用を前提に大きさと重量を小さくした規格と、初心者向けボール(0号球・00号球)を明文化した3規格となっている。
これを受け、日本ハンドボール協会は2020年3月に「2021年4月以降より日本国内でも新規格のボールを採用する」と発表した。しかし新型コロナウイルス感染症の世界的流行により新規格ボールの採用は見送りを余儀なくされ、翌2022年4月へと採用延期となった。
- 育成年代にあたる小・中学生においては、ボールサイズ･重量についてIHFが新たに規定した＜Handballs played without resin＞に則ったボールを認定球とする。
- 日本における中学生女子ボールサイズを1号球に、小学生女子ボールサイズを0号球に変更する。

| 規格  | 外周[cm] | 重さ[g] | 対象                           |
| ----- | -------- | ------- | ------------------------------ |
| 3号球 | 58~60    | 425~475 | 16歳以上の男子                 |
| 2号球 | 54~56    | 325~375 | 12〜16歳の男子・14歳以上の女子 |
| 1号球 | 50~52    | 290~330 | 8〜12歳の男子・8〜14歳の女子   |

| 規格  | 外周[cm]  | 重さ[g] | 対象                           |
| ----- | --------- | ------- | ------------------------------ |
| 3号球 | 55.5~57.5 | 400~425 | 16歳以上の男子                 |
| 2号球 | 51.5~53.5 | 300~325 | 12〜16歳の男子・14歳以上の女子 |
| 1号球 | 49.5~50.5 | 290~315 | 8〜12歳の男子・8〜14歳の女子   |

| 規格                           | 外周[cm] | 重さ[g] | 対象    |
| ------------------------------ | -------- | ------- | ------- |
| 0号球                          | 46~48    | 255~280 | 8歳以下 |
| 00号球                         | 44~46    | 165~190 | -       |
| 空気を入れない詰め物入りボール | 46~48    | 190~225 | -       |
| 空気を入れないスポンジボール   | 46~48    | 190~225 | -       |

### 粘着剤
ボールを扱いやすくするため、公式競技では手指に粘着剤を使用する。

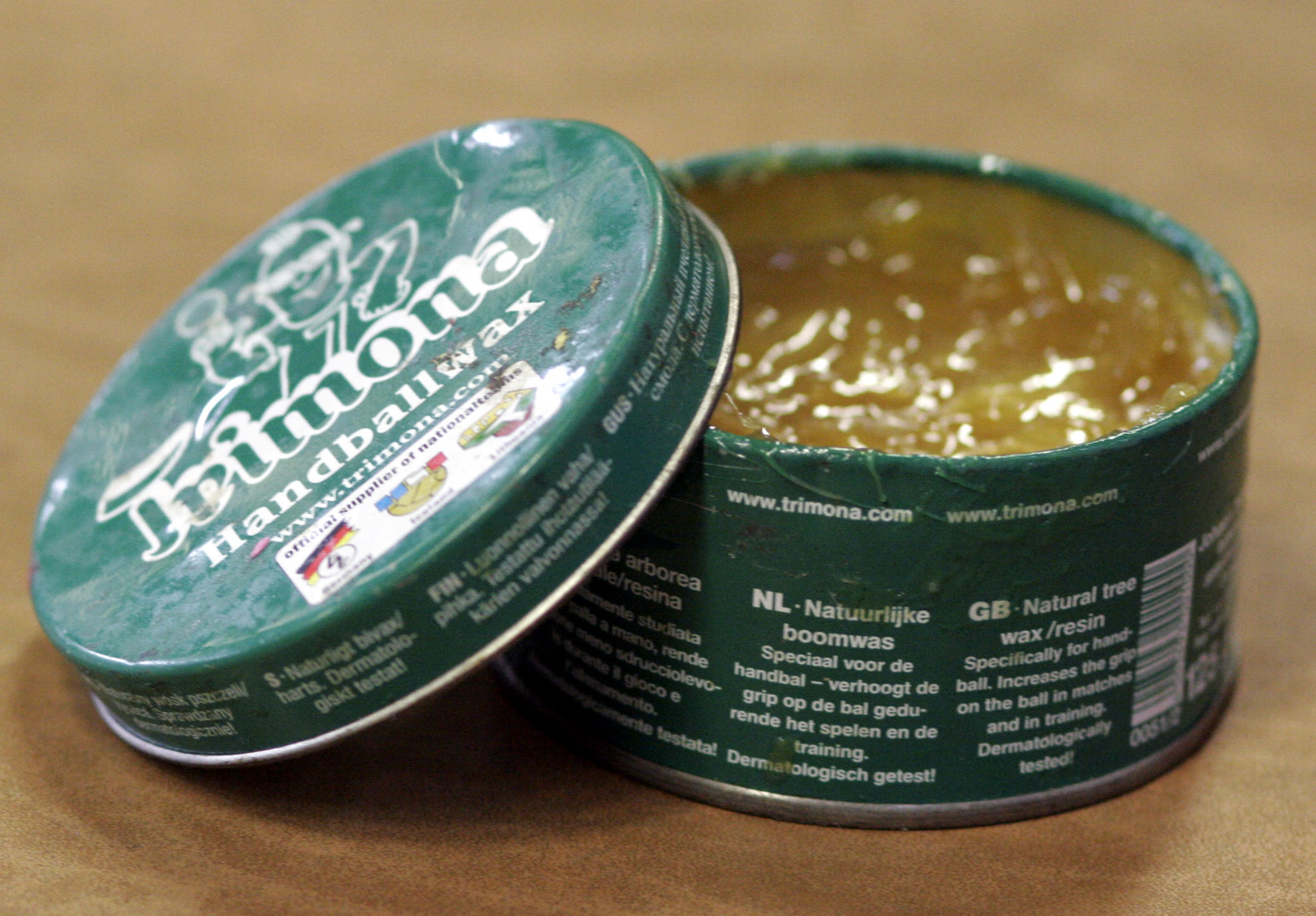
ハンドボール用の松脂。

松脂(まつやに)

粘着性のある競技専用の松脂を使う。オリンピックや世界選手権、各国のプロリーグなど、国際的には屋内施設で松脂を使用して競技が行われ、補充用の松脂をシューズに溜めておくことも認められている。
日本国内では、施設防汚のため屋内での松脂使用を禁じられる場合が多く、両面テープで代用されることも珍しくない。油性で落ちにくいため専用クリーナーも市販されている。

両面テープ
松脂使用が禁止される屋内施設で競技を行う場合に、手指へと巻き付けて使用する。ただし日本以外での使用は、ほぼ皆無である。
肌に直接巻くと汗で剥がれやすいため、下地にテーピングを巻くことが多い。松脂同様に競技用のものが市販されている。

### ユニフォーム

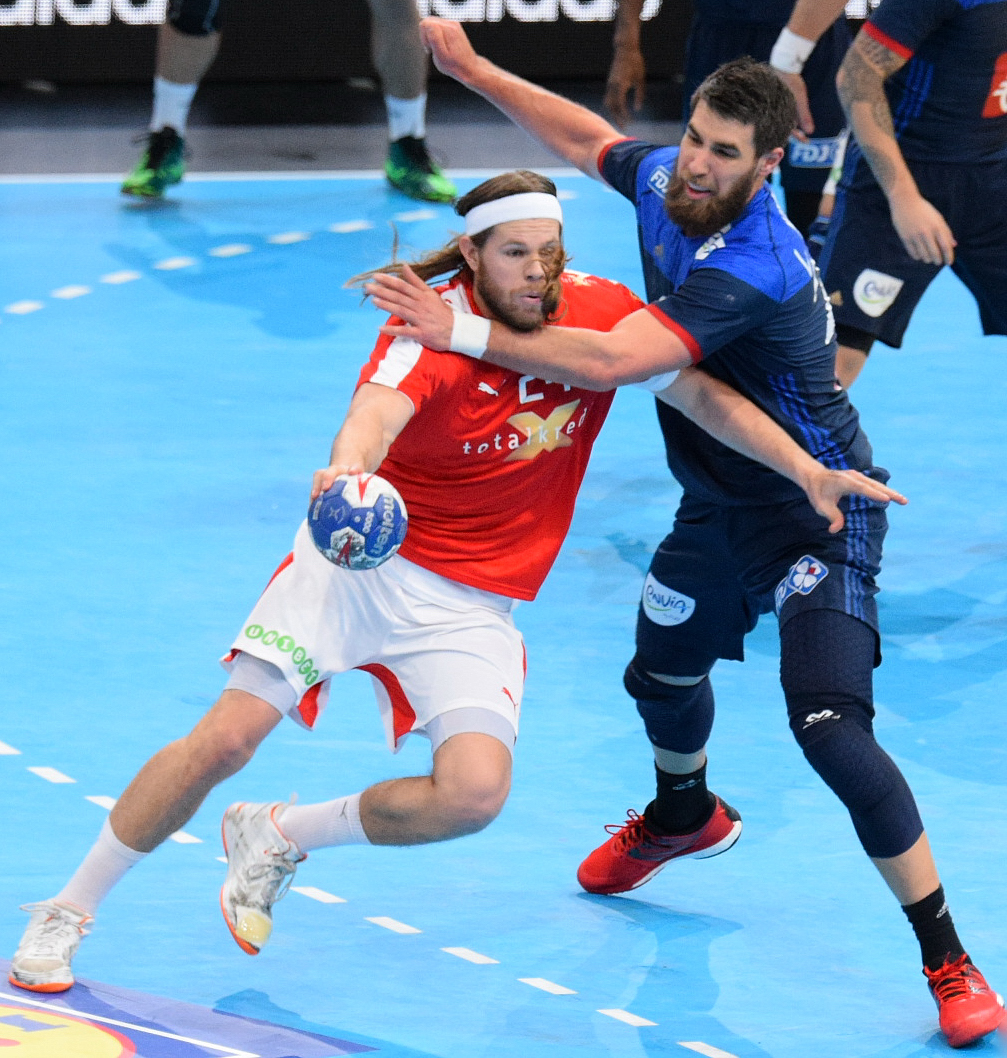
ハンドボールのユニフォーム。左の選手(赤)は左足に補充用の松脂を塗っている。

一般的に、サッカーのユニフォームによく似た半袖・半ズボンのユニフォームが着用される。
各チームは正副2種類のユニフォームを準備し、相手チームと判別ができるものを着用する。ソックスはチーム内で色や長さを揃える必要があるが、相手チームと同色でも問題は無く制服で同じものを着用するチームも多い。
ゴールキーパーは、コートプレーヤーとは別色のユニフォームを着用する。シュートから身体を保護するため、長袖・長ズボンのゴールキーパー用ユニフォームが多い。
ユニフォームのシャツには、背番号と胸番号の表示が義務付けられており、番号は1番から99番までが認められている。サッカーと同様、ゴールキーパーが1番や12番、16番を着用することが多いが、規則上の規定は特に無い。交代が自由であることもあり、主力ゴールキーパーが1番以外を着用するなどコートプレーヤーを含め大きな背番号を着用する主力選手も少なくない。
シューズは、スポーツ用であることや突起が無いこと以外に規定は無く、バスケットボール用シューズなど他の屋内競技用シューズを履く選手も見られる。シューズには、補充用の松脂を溜めておくことが許されている。
サポーターやヘアバンド、ゴーグルなどの装具は、柔らかい素材で危険性の無いのものであれば着用できる。ゴールキーパーを含め、グローブの着用はできない。

## ファウル
原則として、相手に「フリースロー」や「ゴールキーパースロー」が与えられ、相手ボールとなる。明らかな得点チャンスを妨害した場合や、自陣ゴールエリア内でディフェンスを行った場合には、サッカーのペナルティーキックに相当する「7mスロー」が相手に与えられる。
バスケットボールのファウルとは異なり、ファウル自体の内容や回数は記録されず、競技時間も原則として停止しない。ただし、サッカーなどの懲戒措置と同様、危険なプレーやスポーツマンシップに反する行為に対しては、罰則が与えられる。特筆される点として、防御側による軽度のファウル(危険性の低い身体接触)は、違反行為とはみなされず、効果的なディフェンス技術として公認されている点が挙げられる。
攻撃展開が速い競技であり、プレーの中断は防御側有利に働くため、サッカーと同様にアドバンテージの概念が存在する。ファウルの判定でプレーを中断すると、ファウルを受けた側がかえって不利になる場合、アドバンテージが適用され、プレーは続行される。ボールを所持している選手は、相手ボールと判定された時点でボールをその場に置く義務があり、相手のプレー再開を妨害した場合は罰則の対象となる。

### ボールの扱い関連
ボール所持に関連するファウルについて記述する。バスケットボールのバイオレーションに相当する。
相手のフリースローとなる。
オーバータイム
3秒を超えてボールを所持する反則。ドリブル中は適用されず、それまでの所持時間はリセットされる。
バスケットボールの5秒ルールに近いルール。

オーバーステップ
ボールを所持したまま、4歩以上移動する反則。ドリブル中は適用されず、それまでの歩数はリセットされる。
空中でパスを受けた場合は、着地足は歩数にカウントされず、着地後に踏み出した足から1歩目がカウントされる。両足同時に着地した場合は、両足とも歩数にカウントされない(いわゆる『ゼロステップ』)。ただし、自身で床面に弾ませたボールを空中でキャッチしても、ゼロステップは認められないため、ドリブル後は着地足から1歩目がカウントされる。
バスケットボールのトラベリングに近いルールといえるが、ピボットフットやピボットステップの概念は無く、足部と床面が触れるたびに歩数がカウントされる。

イリーガルドリブル
ドリブルをいったん終了した後、再度ドリブルを行うなど、ドリブルに関する反則。「ダブルドリブル」と呼ばれることが多い。
バスケットボールのような、ボールの側面に触れるドリブルは反則となる。両手でのドリブルや、自身の身体より高くバウンドさせるドリブルも反則となる。身体に触れて落ちたボールを同一選手が拾い直した場合は、基本的にドリブルとみなされる。
バスケットボールのダブルドリブルに近いルールだが、比較的厳しい制限となっている。

ジャッグル
空中に投げたボールに、同一の選手が再び触れる反則。捕球ミス(ファンブル)など、故意でない場合は適用されない。

キックボール
膝より下でボールに触れる反則。
相手に投げつけられた場合や、ゴールキーパーが自陣ゴールエリア内でシュートを防ぐ場合を除く。故意のキックボールは罰則の対象となる。
サッカーのハンドリングや、バスケットボールのキックボールに近いルール。

#### パッシブプレー

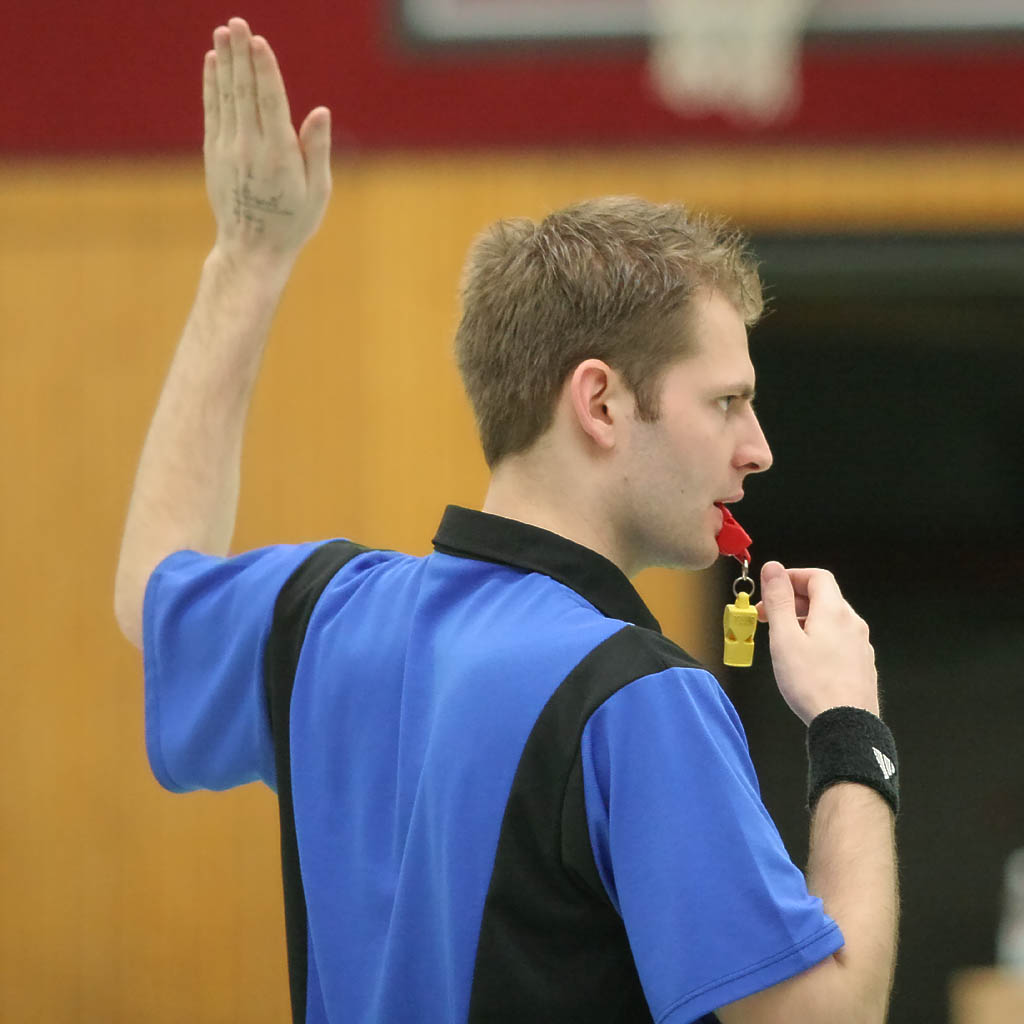
パッシブプレーの予告合図。

攻撃意思の無い、消極的な(英:passive)プレーで、一方のチームがボールを所持し続ける反則。
レフェリーが片手を挙げ予告をするが、消極的なプレーが更に続いたり、予告合図後に4回のパスを行ってもシュートに至らない場合、相手のフリースローとなる。
防御側に罰則が与えられた場合や、ボールが防御側のゴールキーパーか、ゴールに当たった場合に予告は解除される。防御側の罰則を伴わないファウルを攻撃側が受けたり、防御側のコートプレーヤーに当たったボールを攻撃側が再び所持しても、予告は解除されない。
ボール所持側による時間稼ぎを防ぐルールであり、 バスケットボールの24秒ルールに近いが、計時基準は無く、レフェリーがボール所持側の攻撃意思を判断する。

### ゴールエリア関連

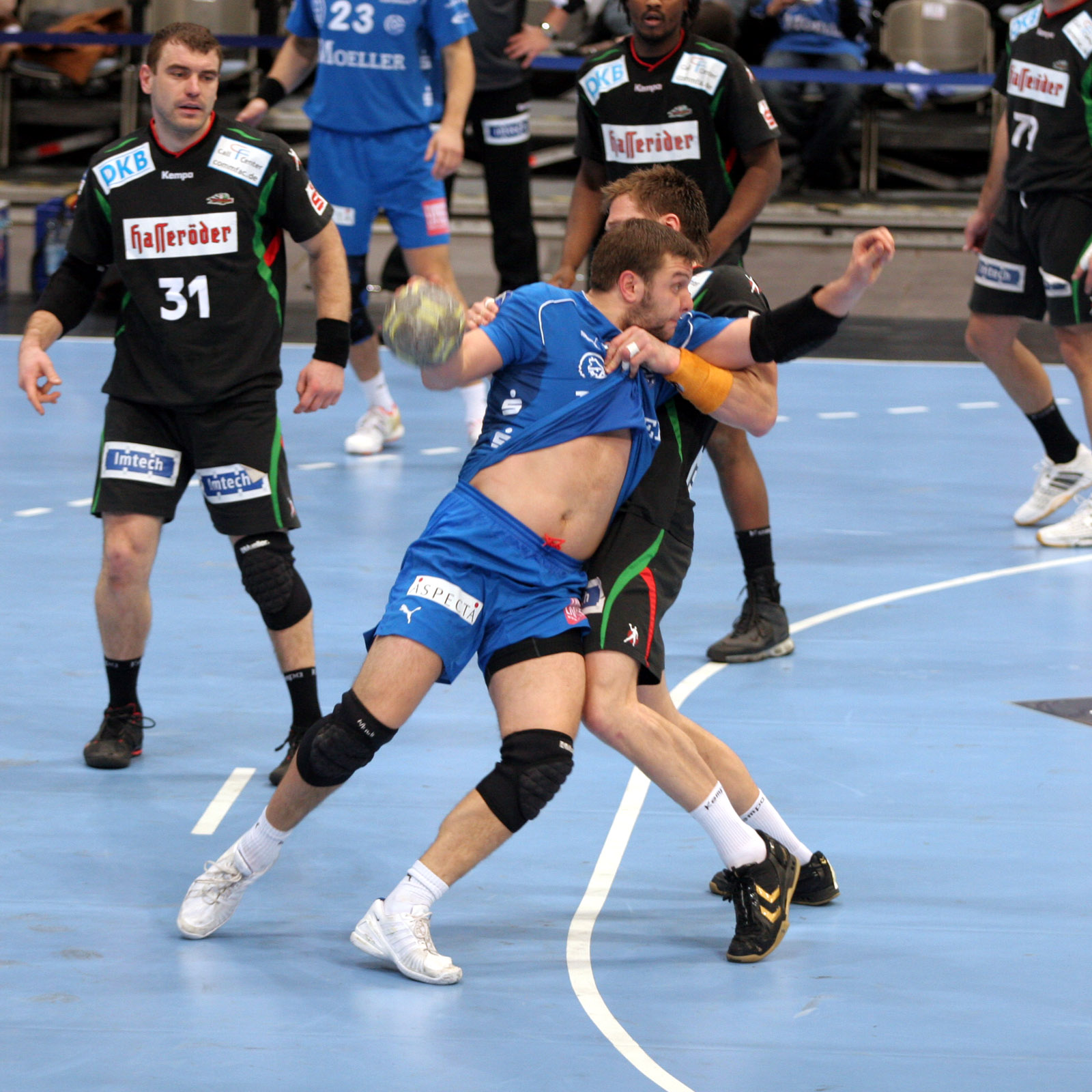
エリア内防御。防御側の選手(右)が明らかにゴールエリアへと侵入している。

ゴールエリア(両ゴールから6mの半円状の地域)に関するファウルについて記述する(ゴールエリアの詳細は『コート』の項を参照)。

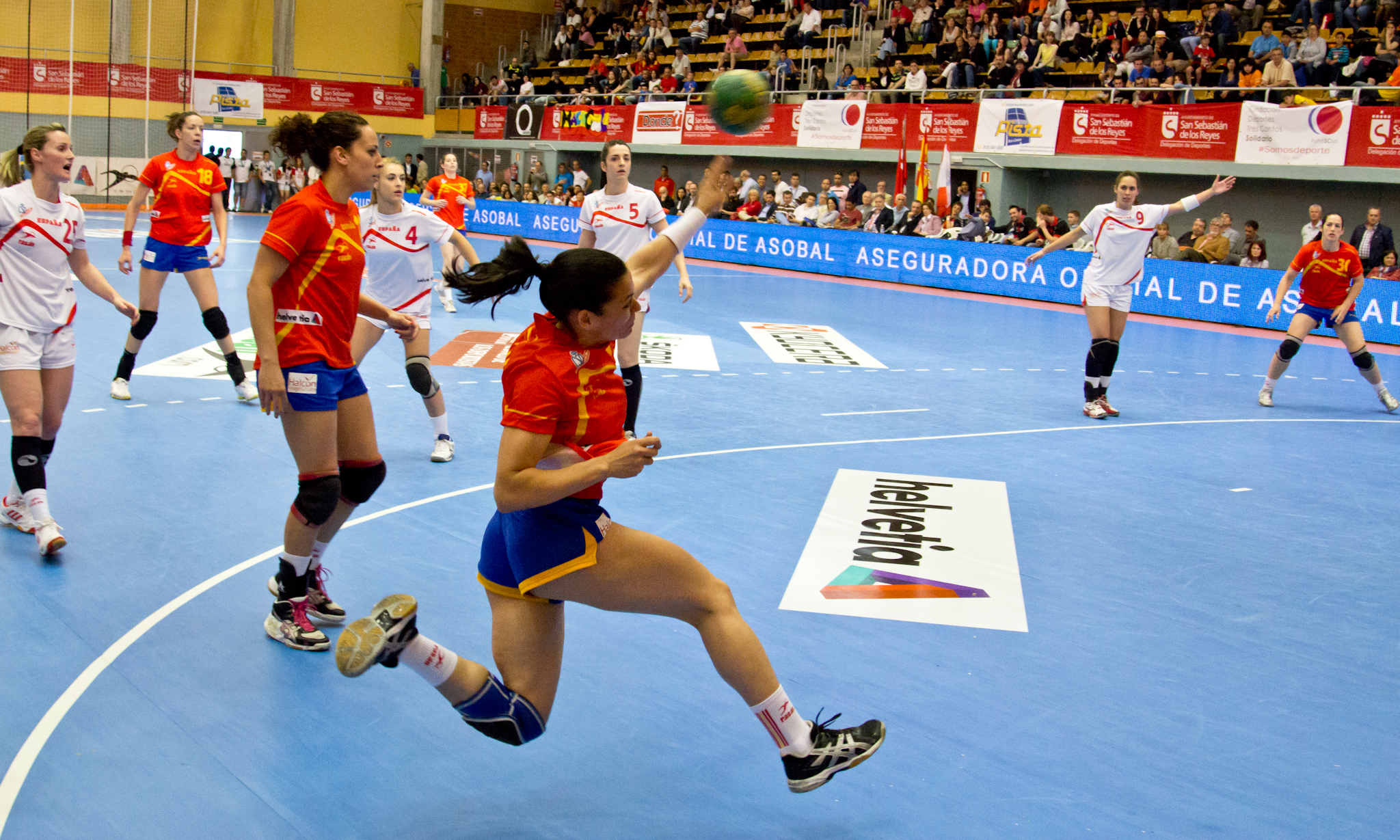
ゴールエリア空中でのプレー。ゴールエリアの外で踏み切り、着地する前にボールを離せば、ラインクロスは適用されない。また、手前左の選手(赤)はゴールエリア内にいるが、プレーに影響していないため、ラインクロスは適用されない。

ラインクロス

防御側のゴールキーパー以外がゴールエリアに侵入する反則。攻撃側の侵入時は防御側のゴールキーパースロー、防御側の侵入時(ディフェンス目的での侵入を除く)は、攻撃側のフリースローとなる。
ボールを持ったままゴールエリアに触れた場合や、ゴールエリアに触れて何らかの利益を得たり、相手に不利益を与えた場合に適用される。
ジャンプシュートなど、ゴールエリア空中でのプレーは認められている。着地する前にボールを離し、着地後もプレーに影響しなければ、ラインクロスは適用されない。
ゴールエリア空中のボールは、ゴールキーパーを含む、全ての選手が触れることができる。

エリア内防御

ゴールキーパー以外が、自陣ゴールエリア内に侵入してディフェンスを行う反則。相手の7mスローとなる。
エリア内防御は、防御側が明らかにゴールエリア内に踏み込んだ場合に適用される。ラインクロスとは異なり、ゴールエリアラインに触れる程度の侵入であれば適用されない。
防御側がディフェンス目的以外で自陣ゴールエリアに侵入した場合は、ラインクロスとして攻撃側のフリースローとなる。

バックパス
ゴールエリア内にいるゴールキーパーが、自チームからパスを受ける反則。相手のフリースローとなる。
ゴールキーパーもゴールエリア外ではコートプレーヤーと同じ扱いを受けるため、ゴールエリア外に出ればパスを受けられる。
サッカーのバックパスに近いルール。

### 接触プレー関連
原則として相手にフリースローが与えられるが、明らかな得点チャンスを妨害した場合には、7mスローが与えられる。加えて、危険なプレーに対しては罰則が与えられる。
ホールディング
相手選手を腕や手で捕まえる反則。

プッシング
相手選手を押す反則。

ハッキング
ボールを持っている手などを叩く反則。

トリッピング
相手をつまづかせる反則。

オフェンシブファウル
攻撃側(ボール所持側)による反則。相手のフリースローとなる。「チャージング」や「ブロッキング」と呼ばれることが多い。
防御側に対して、攻撃側が走ってぶつかる(チャージング)、胴体以外で押す(ブロッキング)、手や腕で捕まえるなどの行為に適用される。
なお、以下の行為は認められている。
- 他の選手の手からボールを取るために、開いた片手を使うこと(相手が持っているボールを叩き落としたり、ひったくった場合は反則)。
- 相手の身体に接触し、そのまま相手の動きに合わせてついていくために、曲げた腕を使うこと(腕を伸ばして押した場合は反則)。
- 位置取りをめぐり、相手をブロックするために胴体を使うこと(腕や足など、胴体以外で進路を塞いだ場合は反則)。

### ディフェンス戦略としてのファウル

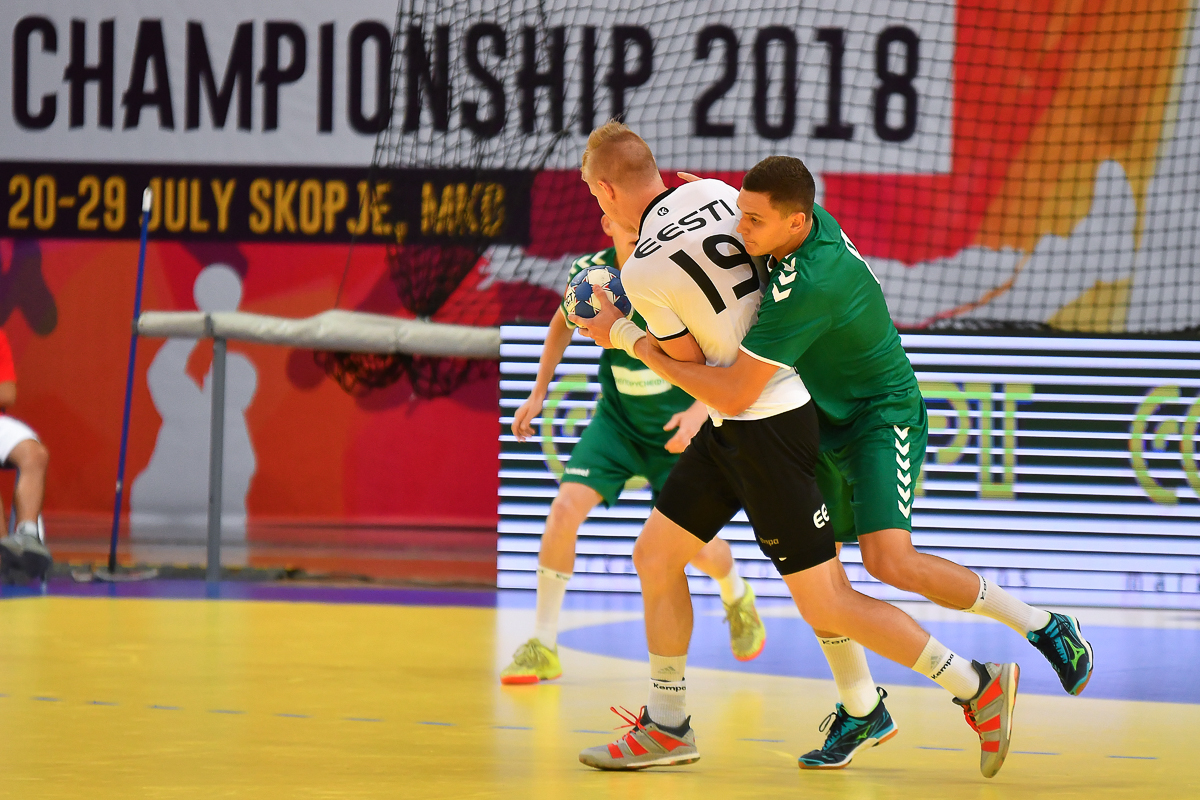
攻撃側のプレーを中断させるため、ホールディングを行う防御側(緑)。

防御側のファウルで攻撃側にフリースローが与えられても、ボール所持チームは変わらず、事実上プレーが中断されるだけであるため、ディフェンス戦略として防御側のファウルが行われる(相手正面からのホールディングなど)。
ボールを所持している攻撃側にフリースローが与えられても、フリースローからの直接ゴールは難しく、攻撃側の利益にならないため。
防御側は、罰則を受けない限り目立った不利益は無く、相手の攻撃で崩されたディフェンス陣形を、プレーの中断で立て直すことができる。
サッカーのプロフェッショナルファウルとは異なり、相手選手に危険なプレーでなければ、この場合のファウルに違反行為としての意味合いは無く、一般的なディフェンス技術として認められている。相手の攻撃を切る、サッカーのクリアに近い趣旨のプレーであり、「ゲームストップ」などとも呼ばれている。
また、バスケットボールの試合終盤にみられる、ハック戦術(ファウルゲーム)とも異なり、ファウル自体の内容や回数は記録されず(罰則は記録される)、競技時間も原則として停止しないことから、試合終盤に限らず、試合全体を通して行われる。
防御側は、罰則を受けにくい相手正面からの接触で進路を阻み、ときには意図的なファウルでプレーを中断させながら、攻撃側のミスやパッシブプレー成立を狙っていく。そのため本競技では、ゴールエリア付近を中心とする激しい身体接触がみられる。

## 罰則
危険なプレーや、スポーツマンシップに反する行為に対しては、「警告」、「退場(2分間退場)」、「失格」のいずれかの罰則が与えられる。パッシブプレーの予告中に、防御側へと罰則が与えられた場合はパッシブプレーの予告は解除される。
相手の得点があった場合やハーフタイムなどを挟んだ場合でも、罰則は継続される。2人以上が退場や失格を受け、一時的にコート上が5人以下になる場合もある。

### 罰則の種類

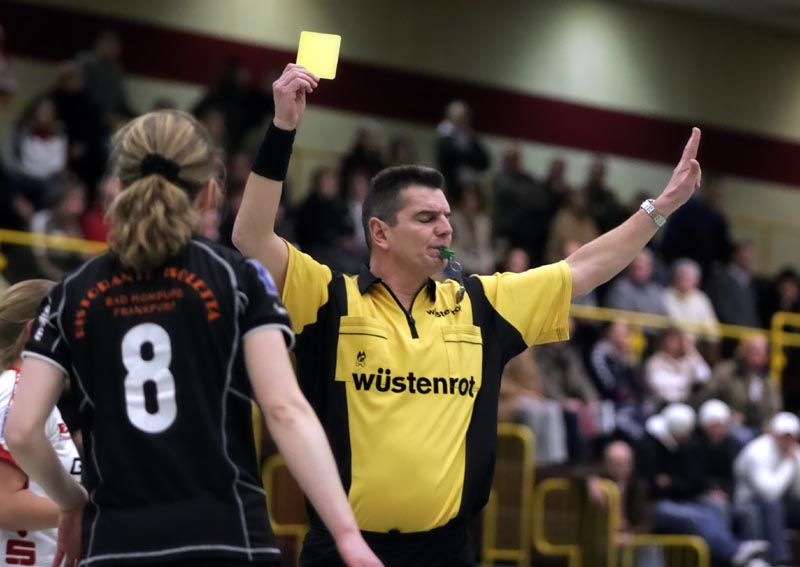
警告(イエローカード)。

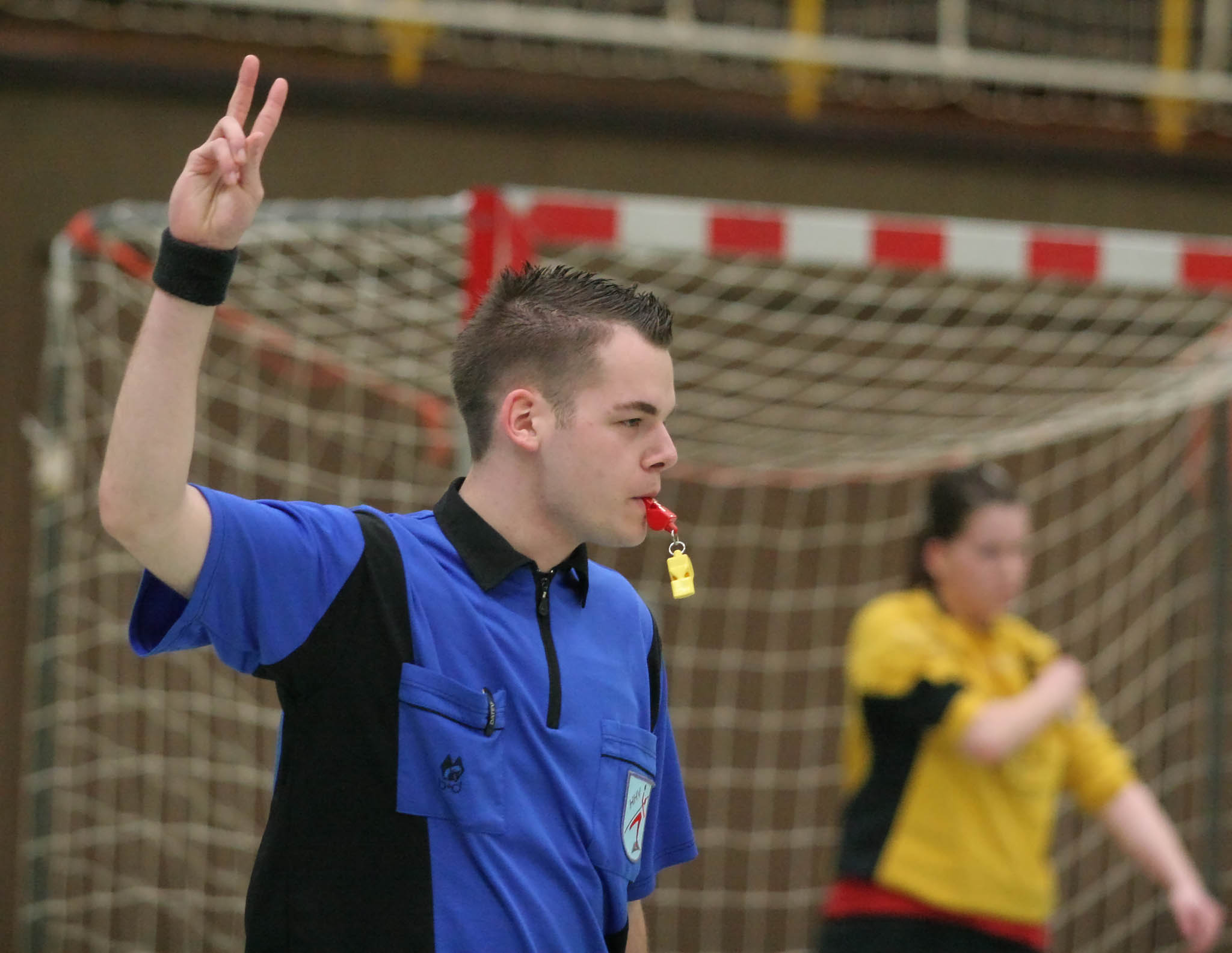
退場のジェスチャー(指を2本立てる)。

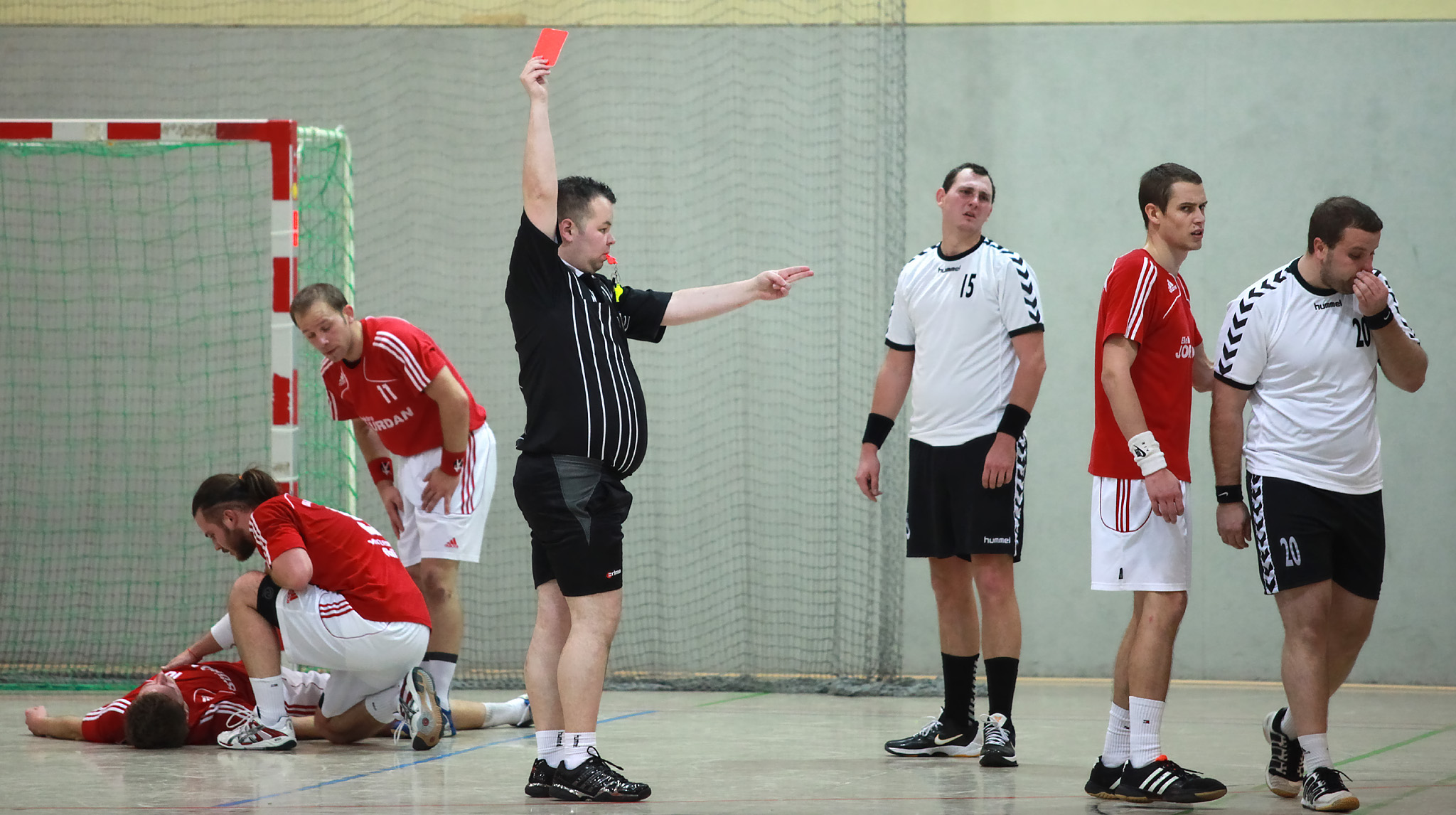
失格(レッドカード)。

警告(イエローカード)

危険な反則やスポーツマンシップに反する行為に対して与えられる。個人で1回、チームでは3回まで(個人2回目かチーム4回目以降は退場)。
規定の回数まで退場を猶予するという趣旨ではなく、担当レフェリーの判定基準を明確にし、違反行為の自制を促すために使われるものとされる。そのため、明らかな違反行為や後半以降の違反行為に対しては、それまでの警告回数に関わらず、退場が与えられる。

退場(2分間退場)

判定時には競技時間を停止する。
個人で2回目以降またはチーム4回目以降の警告で退場となる。相手の危険を軽視した行為やスポーツマンシップに反した行為には、警告数に関わらず与えられる。
退場となった選手は2分間出場できない。チームは2分間コート上の人数を減らす。2分後には、当該選手の再出場と、出場人数の補充が認められる。
個人で2回まで(個人3回目で失格・チーム回数規定無し)。

失格(レッドカード)

判定時には競技時間を停止する。
個人3回目の退場で失格となる。相手に対して危害を及ぼす行為や、著しくスポーツマンシップに反する行為には退場数に関わらず与えられる。試合終了間際(30秒前以降)に、失点を防ぐ目的で退場相当の違反行為を行った場合にも与えられる。
失格となった選手の再出場はできず、交代ベンチからも退出する。チームは2分間コート上の人数を減らすが、2分後に別の選手を補充することはできる。

報告書付き失格（レッドカード+ブルーカード）
極端なラフプレーや暴力行為など、あまりに悪質・危険・無謀な行為や、競技からかけ離れた行為に対して与えられる。試合終了間際(30秒前以降)に、失点を防ぐ目的で失格相当の違反行為を行った場合にも与えられる。
試合終了後、レフェリーやオフィシャルが裁定委員会へと報告書を提出する。当該試合の失格に加えて、出場停止などの追加処分の対象となる。

追放
暴力行為等に適用されていた(『中東の笛』で乱発されたことがきっかけで、2010年のルール改正で廃止)。
追放された選手は当該試合に再出場できず、別の選手を補充することもできない。チームは試合終了まで数的不利となる。

### 罰則が与えられる例
ボールではなく、明らかに相手の身体を狙ったプレーは、段階的な罰則(警告)の対象となる。更に激しい違反行為に対しては、罰則の累積が無くとも、即座に退場や失格となる(後記)。
罰則の重さは、「違反行為をしたプレーヤーの位置」、「対象とした身体の部位」、「違反行為の激しさの程度」、「違反行為の影響」、「試合中の状況」を複合して判断する。
即座に退場となる違反行為
- 衝撃の大きい違反行為や、高速で走っている相手に対する違反。
- 相手を背後から捕まえ続ける、あるいは引き倒す行為。
- 頭部や喉、首に対する違反。
- 胴体やボールを投げようとしている腕を激しく叩く行為。
- 高速でジャンプして、あるいは走って相手にぶつかる行為。
- 相手が身体のコントロールを失う行為(ジャンプ中の相手を掴むなど)をしようとすること。

即座に失格となる違反行為
- 相手が走っている、ジャンプしている、あるいはボールを投げようとしているときに、明らかに身体のコントロールを失わせる行為。
- 頭部や頸部への特に攻撃的なプレー。
- 乱暴で相手の安全性を無視した違反行為。

## 各種スロー
競技規則に基づき行なわれる、「スローオフ」、「7mスロー」、「フリースロー」、「スローイン」、「ゴールキーパースロー」について記述する(シュートやパスについては、『競技技術』の項を参照)。
各スローを行う地点を「ポイント」と呼ぶ。スローを行う選手は、ポイントに一方の足を付けてスローを行う。相手選手はポイントから3m以上離れなければならない(ゴールキーパースローを除く)。ただし、ゴールエリアラインに沿って並ぶことは認められる。
スローを行う選手は、ボールが他の選手かゴールに触れるまで再度ボールに触れることはできない。ゴールキーパーが、ゴールキーパースロー以外のスローを行っても問題は無く、全てのスローで直接ゴールは認められる。
相手のスローを妨害した場合は、罰則の対象となる。 

### スローオフ
前後半開始時とゴール後に、センターライン中央を踏んで行うスロー。レフェリーの吹笛から3秒以内にスローを行う。サッカーのキックオフにあたる用語として、本競技の試合開始(前後半開始)を指す場合もある。
ゴール後は失点したチームによるスローオフで再開する。サッカーのキックオフとは異なり、失点したチームの選手が全員自陣にいれば、得点したチームの状況に関わらずスローオフを行える。ただし前後半開始時のスローオフは、両チームの選手全員が自陣にいなければならない。
失点後のスローオフを素早く行い、相手チームが自陣へと戻る前に攻撃を仕掛けることを「テンポ・シュピール(独:tempo spiel)」と呼ぶ(『クイックスタート』や『リスタート』と呼ばれることが多い)。双方がテンポ・シュピールを繰り返す、激しい試合展開もみられる。

### 7mスロー

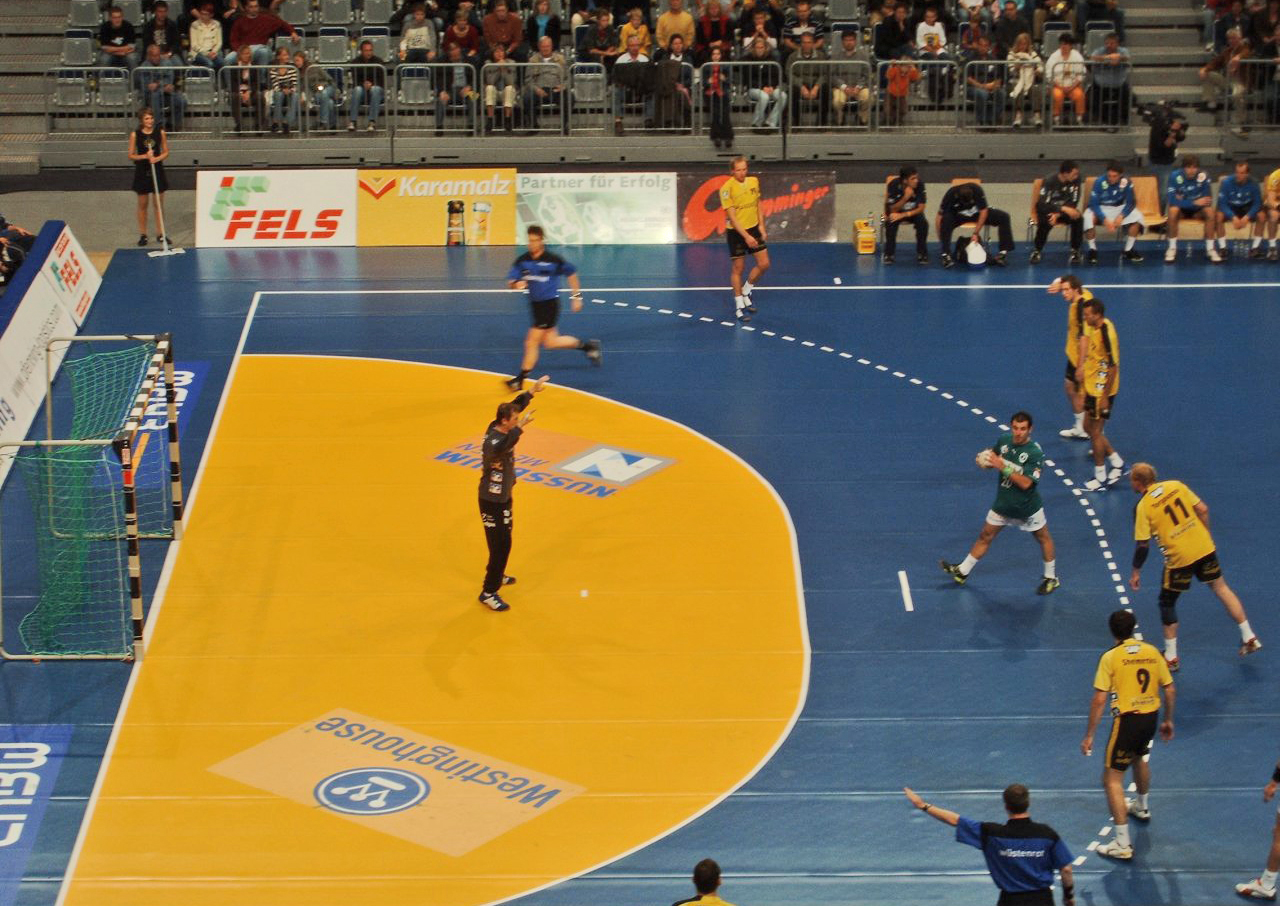
左利きの選手(緑)による7mスロー。他の攻撃側の選手は、速攻に備え帰陣している。

明らかな得点チャンスを妨害した場合、あるいはゴールエリア内でのディフェンス(エリア内防御)に対して行われるスロー。レフェリーの吹笛から3秒以内にスローを行う。サッカーのペナルティーキックに近い状況となるため、「ペナルティースロー」とも呼ばれる(7mスローコンテストについては『主要ルール#競技時間』を参照)。
7mスローを行う選手は、7mラインから後方1mまでの範囲に基準となる足(右利きの場合は一般的に左足)を置く。ボールを離すまで7mラインを踏み越えたり、基準となる足を離してはならない。レフェリーの笛から3秒以内であれば、フェイントを行っても問題は無い。
ゴールキーパーはゴールキーパーラインまで前に出ることができる。ゴールキーパーラインを踏んだり踏み越えてはならない。ゴールキーパーの頭部に直接ボールが当たった場合、スローを行った選手は失格となる。
他の選手はフリースローラインから出る。加えて防御側は、7mラインから3m以上離れなければならない。攻撃側は、ボールが防御側のゴールキーパーかゴールに当たるまで、ボールに触れることはできない。
攻撃側に違反があった場合は相手のフリースロー、防御側に違反があった場合は7mスローのやり直しとなる。

#### 明らかな得点チャンスの定義
相手の違反行為で得点チャンスを妨害された場合は、違反行為を受けた位置がゴールから離れていても7mスローが与えられる。
- 防御側のゴールエリアライン付近で、ボールと身体をコントロールした攻撃側プレーヤーが、防御側のいかなるプレーヤーも正当な方法ではシュートを阻止できない状況で、シュートのチャンスを得たとき[注 43]。
- ボールと身体をコントロールしたプレーヤーがゴールキーパーに向かって独走して逆襲に転じている状況で、いかなる相手コートプレーヤーも正面から逆襲を阻止できないとき[80]。
- 相手ゴールキーパーがゴールエリアから離れていて、ボールと身体をコントロールしたプレーヤーが無人のゴールに投げ込める状況のとき[60]。

### フリースロー
相手のファウルがあった地点から行われるスロー。基本的にレフェリーの吹笛無しでスローを行う。
ファウルがあった地点が敵陣フリースローライン内の場合は、フリースローラインの外に戻ってスローを行う。攻撃側は、スローを行う選手以外もフリースローライン内から出なければならない。
防御側はポイントから3m以上離れなければならないが、フリースローライン内から出る必要は無く、ゴールエリアラインに沿って並ぶことは認められる。防御側コートプレーヤーの頭部に直接ボールが当たった場合、スローを行った選手は失格となる。
サッカーのフリーキックに近いが、防御側はゴールとの間に入って守れるうえに、攻撃側はフリースローラインの外にまで戻されるため、即座に得点に繋がることは少ない。事実上、反則地点からのプレー再開に過ぎないため、相手にフリースローを意図的に与え、相手の攻撃を切るプレーがディフェンス戦略として行なわれる(『ディフェンス戦略としてのファウル』も参照)。

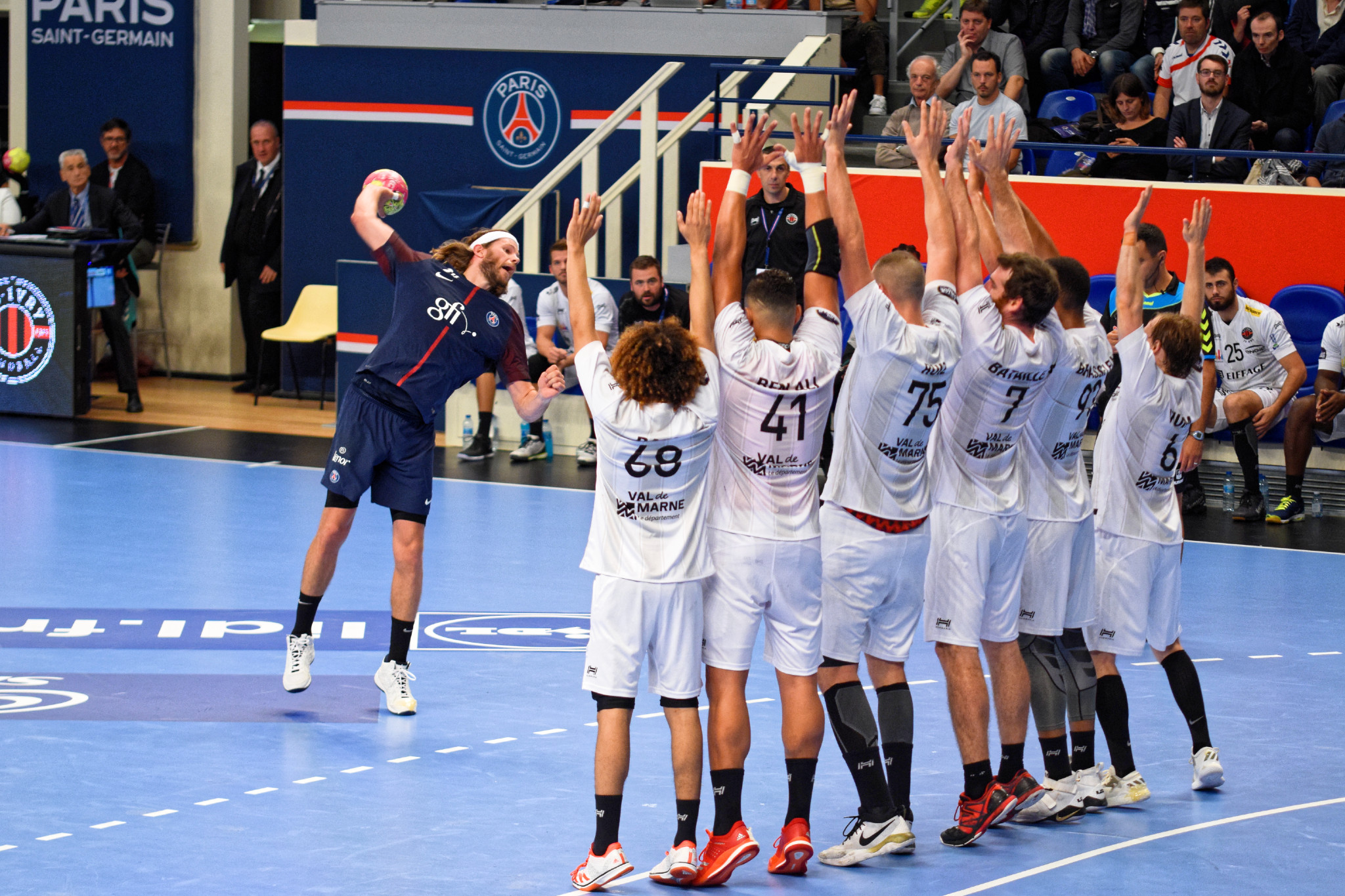
ノータイムフリースロー。左足をポイントに固定している。防御側はポイントから3mの位置で壁を作っている。

ノータイムフリースロー

フリースローの権利を得たまま試合時間が終了した場合に行われるスロー。一投で前後半が終了となるため、直接ゴールを狙う。ポイントに片足を固定し、レフェリーの吹笛から3秒以内にスローを行う。
防御側はポイントから3m以上離れた位置に壁を作ることができる。防御側の選手がジャンプしても問題は無い。防御側の選手は試合時間終了時にコート上にいた選手に限られ、交代は認められない。
防御側コートプレーヤーの頭部に直接ボールが当たった場合、スローを行った選手は失格となる。

### スローイン
ボールがコートから出た地点のサイドラインを踏んで行うスロー。ボールに最後に触れた選手とは逆のチームが行う。基本的にレフェリーの吹笛無しでスローを行う。
ボール全体が完全にサイドライン上を越えた場合にスローインとなるが、ボールが一部でもサイドライン上にあればプレーは継続される。
防御側のコートプレーヤーが最後に触れたボールがアウターゴールラインから外に出た場合には、攻撃側がコーナーからスローインを行う(慣用的に『コーナースロー』とも呼ばれる)。
7mスローやフリースローとは異なり、攻撃側の選手がフリースローライン内に入っていても、問題は無い。

### ゴールキーパースロー
ゴールキーパーが自陣ゴールエリア内から行うスロー。基本的にレフェリーの吹笛無しでスローを行う。「ゴールスロー」や「キーパースロー」とも呼ばれる。
ゴールキーパーが自陣ゴールエリアに入ったボールを保持した場合、攻撃側や防御側のゴールキーパーが最後に触れたボールがアウターゴールラインから外に出た場合、攻撃側のラインクロスがあった場合に行われる。
他のスローと異なる点として、床面に足を着けている必要がないこと、相手選手が3m以上離れる必要はないこと、自陣ゴールに入ってもオウンゴールにならないことなどが挙げられる。

## 審判
出典及び詳細は、(公財)日本ハンドボール協会が公開する「競技・審判ハンドブック」を参照のこと。

### レフェリー

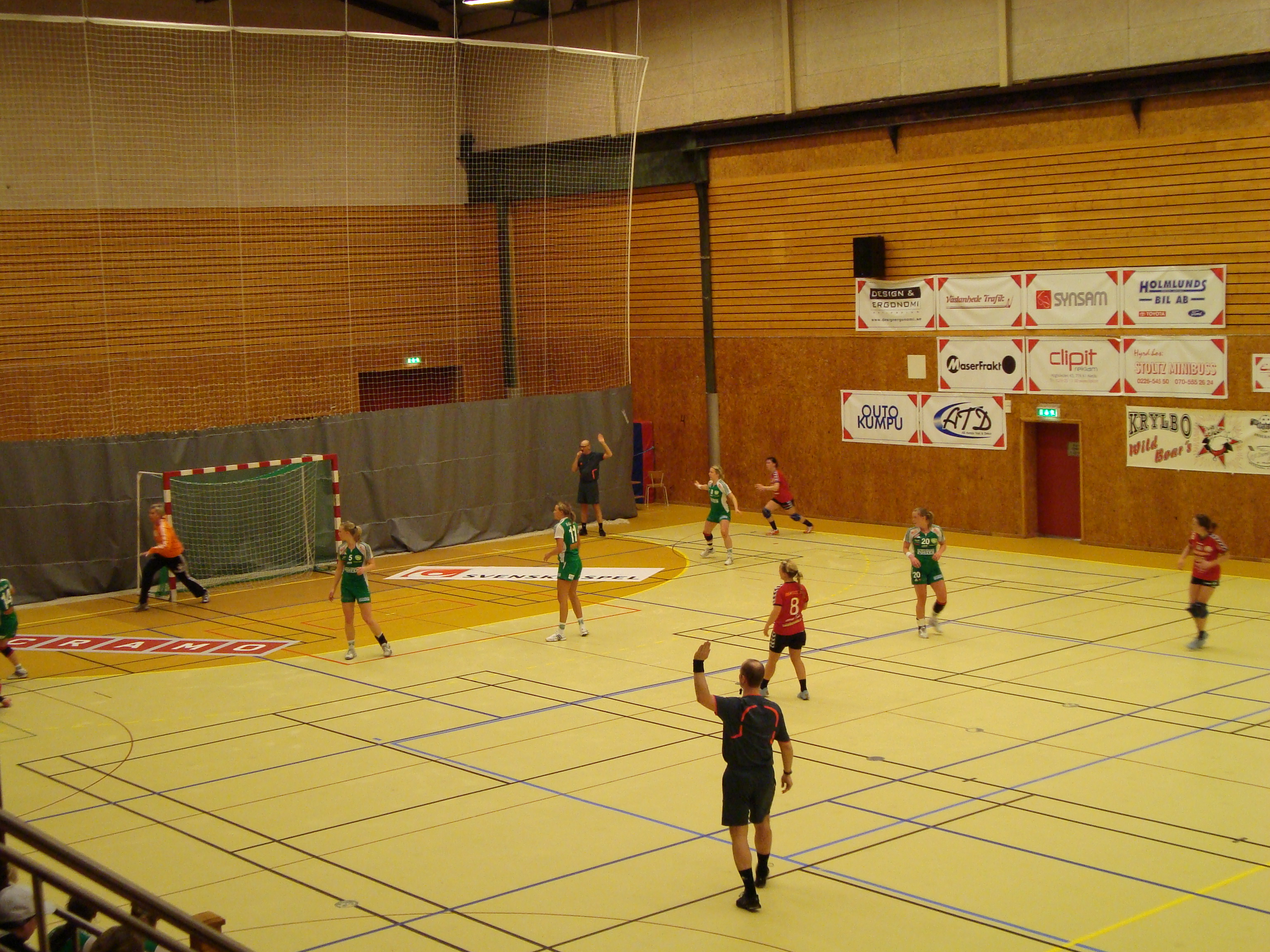
パッシブプレーの予告をするレフェリー(片手を挙げた手前と奥の黒いシャツ2人)選手全体を挟み込むように位置を取る。

同等の権限を持つ、2人1組のレフェリーが試合を担当する。センターラインに近いレフェリーを「コートレフェリー」、ゴールに近いレフェリーを「ゴールレフェリー」と呼ぶ。両者は攻防のたびに役割が入れ替わり、コート両端の担当も適宜交代する。
コートレフェリーは攻撃側の背後に立ち、主にボールの扱い方や選手の動作に関する違反について判定する。ゴールレフェリーはアウターゴールラインの外側に立ち、主に得点の認定やゴールエリアへの侵入を判定する。
1つの反則に対する罰則について両者の判断が異なる場合には、罰則の重い判断を適用する。判定そのものが異なった場合は両者の協議により決定するが、見解が一致しない場合にはコートレフェリーの判定が優先される。

#### 吹笛の例
レフェリーによる、主な吹笛の例について記載する。吹笛と同時にどちらのボールになるかをジェスチャーで指示する。
| 吹笛     | 対象                                                                 | 使用例                                                                           |
| -------- | -------------------------------------------------------------------- | -------------------------------------------------------------------------------- |
| 3回      | - 試合の中断                                                         | - 退場や失格の判定時 - プレー継続が難しいとき                                    |
| 2回      | - 得点の認定                                                         | - ゴール後                                                                       |
| 1回 (強) | - ボール所持が変わる反則 - 罰則の対象となる反則 - 7mスローとなる反則 | - 攻撃側の反則 - 防御側の重大な反則 - 得点チャンスの妨害 - エリア内防御          |
| 1回      | - ボール所持が変わらない反則 - プレーの開始合図                      | - 防御側の軽微な反則 - スローオフや7mスローの実施合図 - タイムアウト後の再開合図 |

#### ジェスチャーの例
レフェリーによる、主なジェスチャーについて記載する。吹笛と同時にどちらのボールになるか(どのスローを行うか)を指示した後、反則の内容を提示する。
| フリースロー 7mスロー | スローイン | ゴールキーパースロー | 3mの距離を促す |
| --------------------- | ---------- | -------------------- | -------------- |
|                       |            |                      |                |

| ゴールエリアへの侵入 | ボールの扱い方に関する反則      | ボールの扱い方に関する反則    | 身体接触に関する反則      | 身体接触に関する反則 | 身体接触に関する反則 |
| ゴールエリアへの侵入 | オーバーステップ オーバータイム | イリーガルドリブル ジャッグル | ホールディング プッシング | ハッキング           | オフェンシブファウル |
| -------------------- | ------------------------------- | ----------------------------- | ------------------------- | -------------------- | -------------------- |
|                      |                                 |                               |                           |                      |                      |

#### 中東の笛
2007年の北京オリンピック・アジア予選では、中東勢が有利となる不可解な判定が頻発し、日本と韓国による再予選が行われた。

### オフィシャル
出典及び詳細は、(公財)日本ハンドボール協会が公開する「マッチオフィシャル並びにテクニカルデレゲートの任務と競技運営に関する事項 」を参照のこと。
本競技の記録員を「オフィシャル」と呼ぶ。オフィシャルはレフェリーを補佐し、協力して試合を運営する役割を持つ。オフィシャルの座席は両チームの交代ベンチ間に設置される。
オフィシャルには、タイムキーパーとスコアラーに加え、「テクニカルデレゲート」と呼ばれる競技役員が入る。タイムキーパーは競技時間やタイムアウト、退場時間といった試合中の時間を管理する。スコアラーはメンバー表を受領し、得点や罰則などを記録する。不正交代については、オフィシャル全員で監視する。
オフィシャルの得点記録ミスをきっかけとして、大きなトラブルに発展した事例もある。

## 競技技術

### シュート
粘着剤の使用が認められていることもあり、試合状況に応じた多彩なシュートがみられる。シュートは、ジャンプの有無やシュートを狙う地点、特徴的な技術などで分類されている。
ゴールキーパーを除く全員での攻撃が基本のため、コートプレーヤーには必須の技術とされる。トップレベルの男子選手によるシュートは、130km/hに達する。
バランスを崩す危険性があるため、シュート体勢を取っている選手への接触は、罰則の対象となる。

#### ジャンプシュート

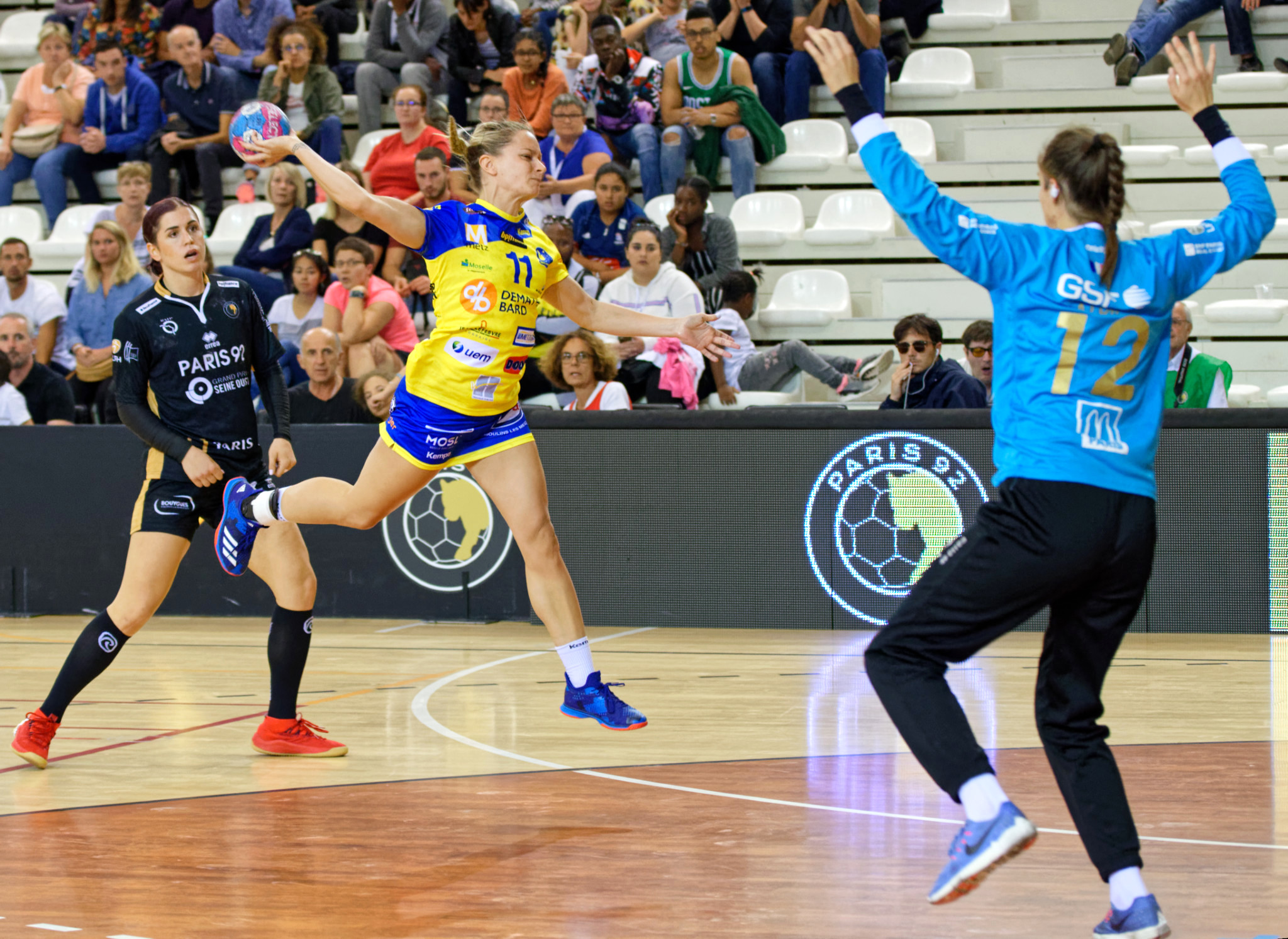
サイドシュート。ゴール角度を稼ぐため写真左方向へと跳んでいる。

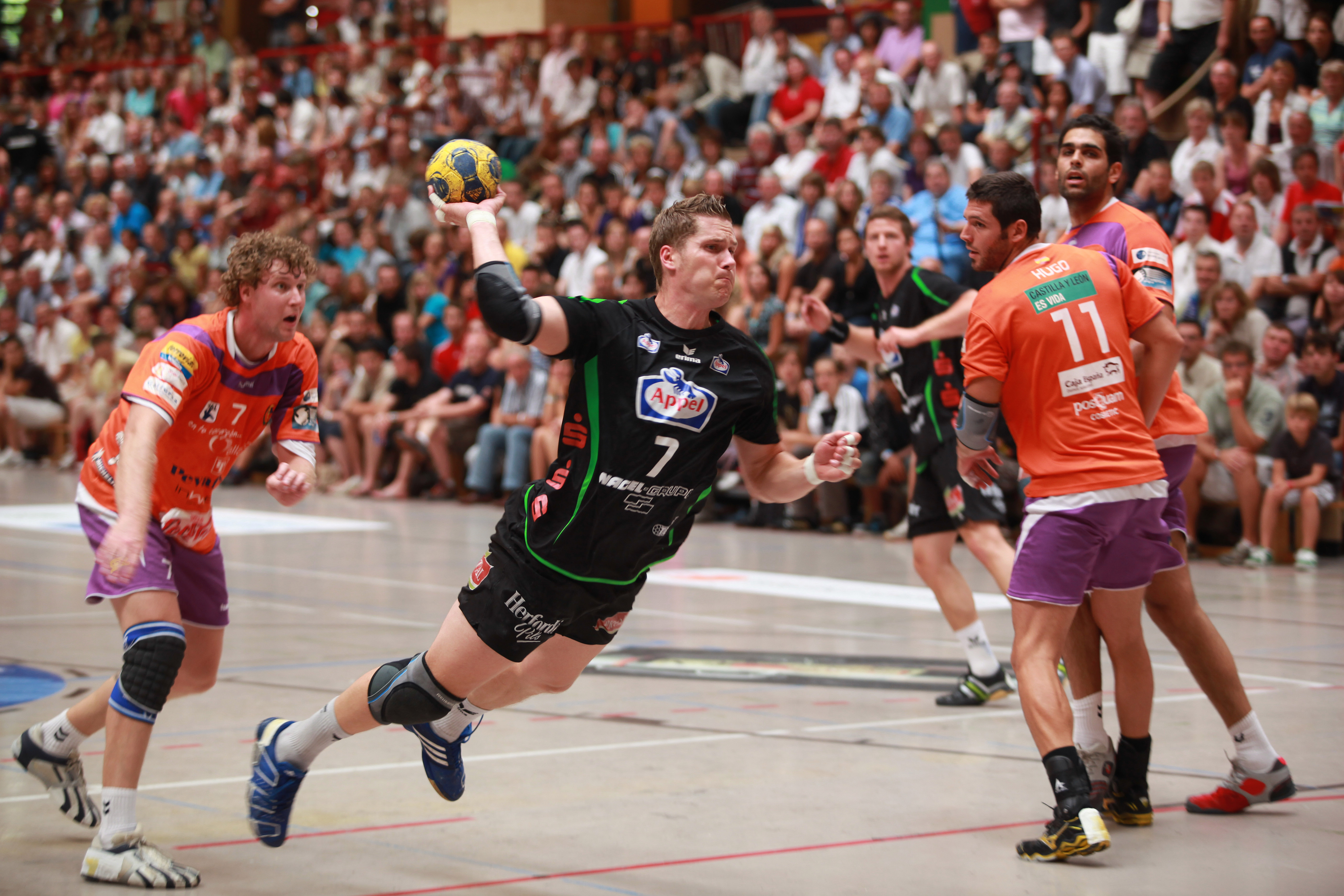
ポストシュート。写真両端の相手ディフェンスを振り切って反転し、シュートに持ち込んでいる。

最も多用されるシュート。ジャンプを行うことで、ゴールに近い位置から、相手ゴールキーパーを観察する時間やゴール角度を稼いでシュートを打つことができる。
利き手と逆側の足(右利きの場合は左足)での踏み切りが一般的だが、状況に応じて利き手側の足や両足で踏み切る場合もみられる。

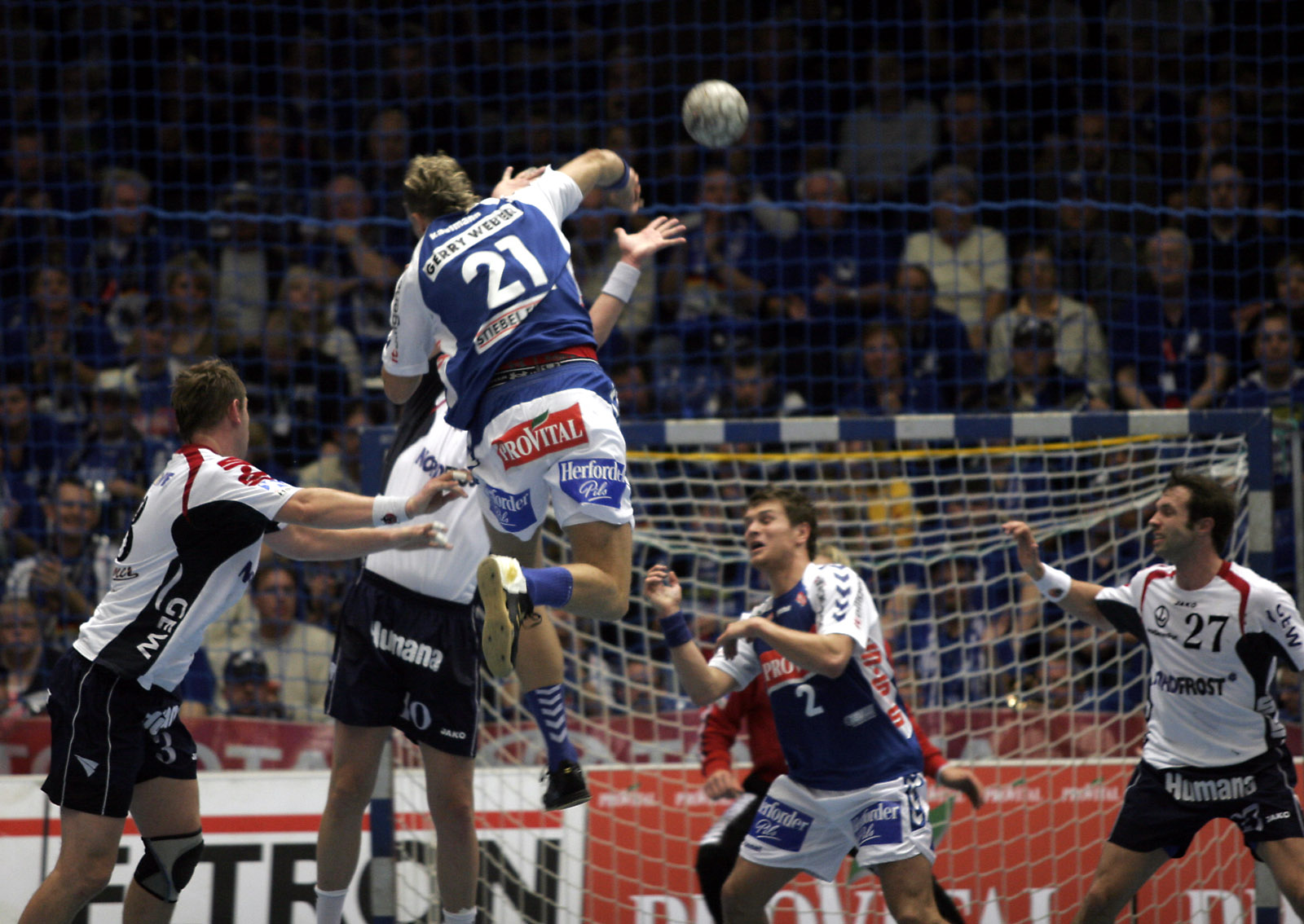
ディスタンスシュート。相手ディフェンスの上からシュートを打っている。

ディスタンスシュート

ゴールとの間に相手ディフェンスがいる状態で打つシュート。ゴールから比較的遠い距離(英: distance)からのシュートであるため、「ミドルシュート」や「ロングシュート」と呼ばれることが多い。
6-0ディフェンスなど、防御側が引いて守る場合に有効とされる。バックプレーヤーの選手が打つことが多い。

サイドシュート

ゴールエリア付近・コート端からのシュート。ゴール角度を広げるため、コートの端からコート中央方向へと助走をつけて跳ぶ。
ゴール角度が狭いため、様々なシュートコースへと多彩なシュートを打ち分ける、相手ゴールキーパーとの駆け引き技術が要求される。
ウイングの選手が打つことが多い。

ポストシュート

ゴールエリア付近・コート中央からのシュート。ゴールエリア付近でパスを受け、ゴールへと反転して跳ぶ。
ゴール角度の広い場所でゴールキーパーと1対1になるため、ゴールが決まる確率が高い。ゴールが決まらなくとも、相手ディフェンスの反則を誘発しやすく、攻撃側の7mスローや防御側の罰則に繋がることも多い。
ピボットの選手が打つことが多い。

#### ステップシュート

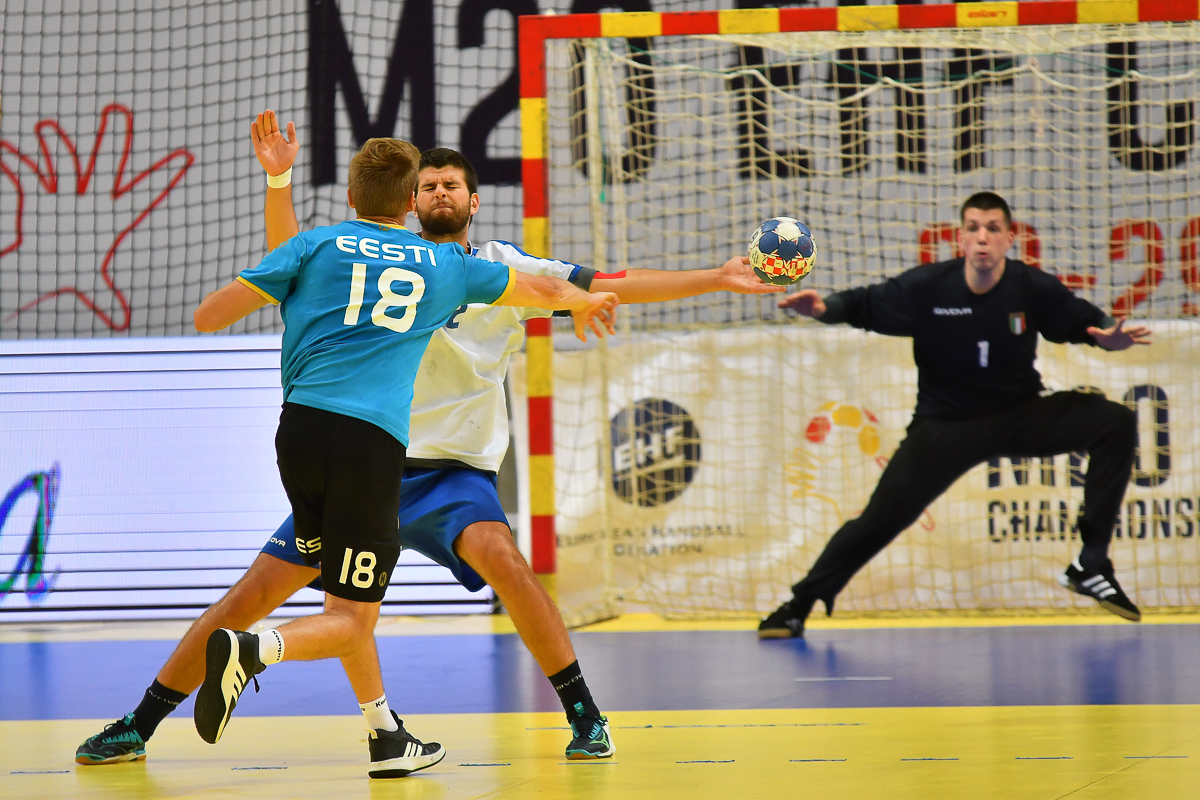
ステップシュート(ブラインドシュート)

最も基本的なシュート。ジャンプをせずステップを踏んで打つ。床に足を着いているため重心が崩れにくく、威力のあるシュートが打てる。
また、様々なタイミングで打てるため、相手ディフェンスやゴールキーパーの不意をつきやすく、ブラインドシュートでも多用される。
ブラインドシュート
相手ディフェンスの身体を利用し、ゴールキーパーの死角(英:blind)から打つシュート。ディスタンスシュートの一種ともいえる。
シュートフォームが見えずボールが急に出てくるように見えるため、相手ゴールキーパーに反応されにくいとされる。

#### シュート技術

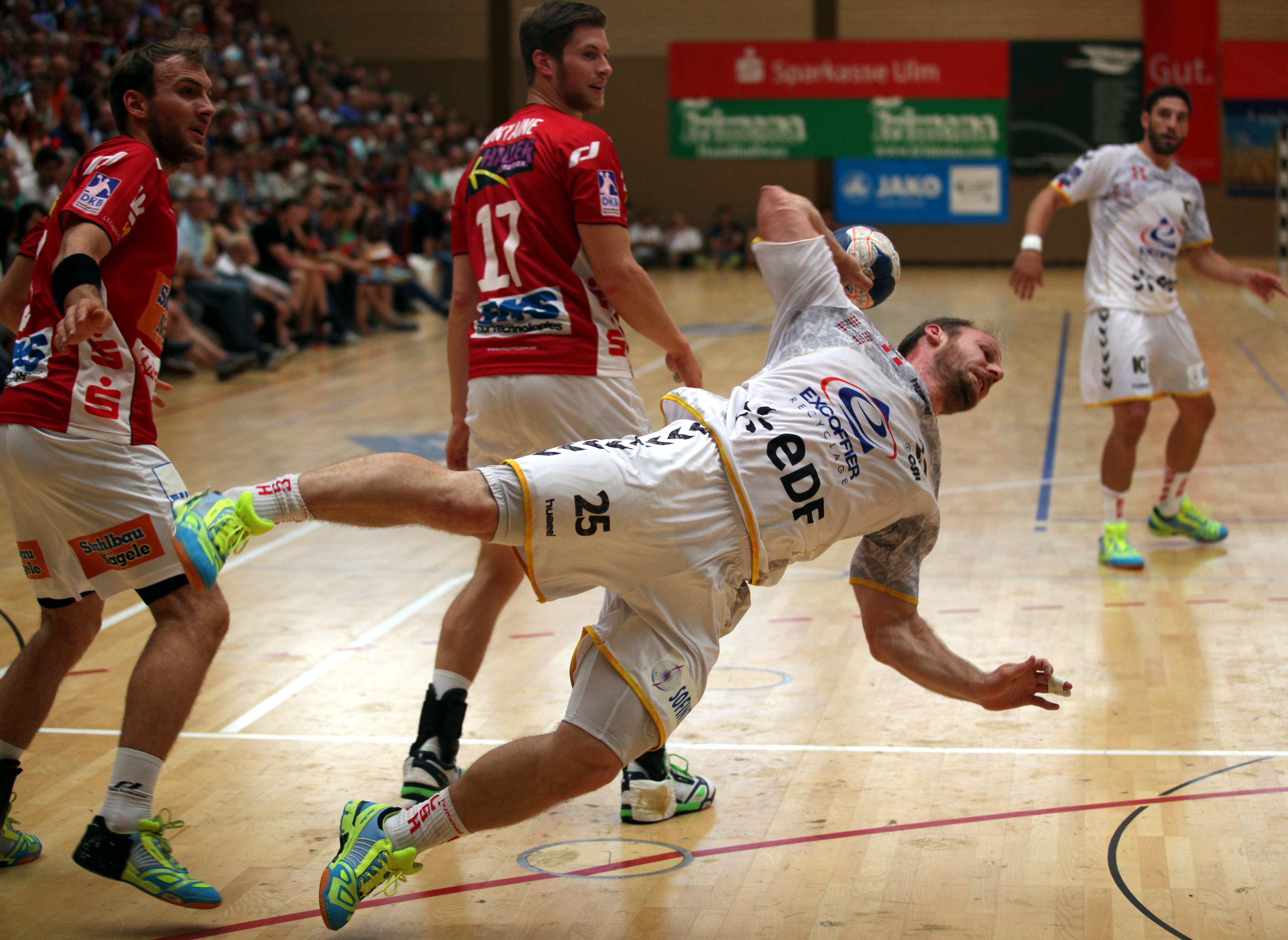
プロンジョンシュート。写真右方向へと跳びながら身体を大きく傾け、ゴール角度を稼いでいる。

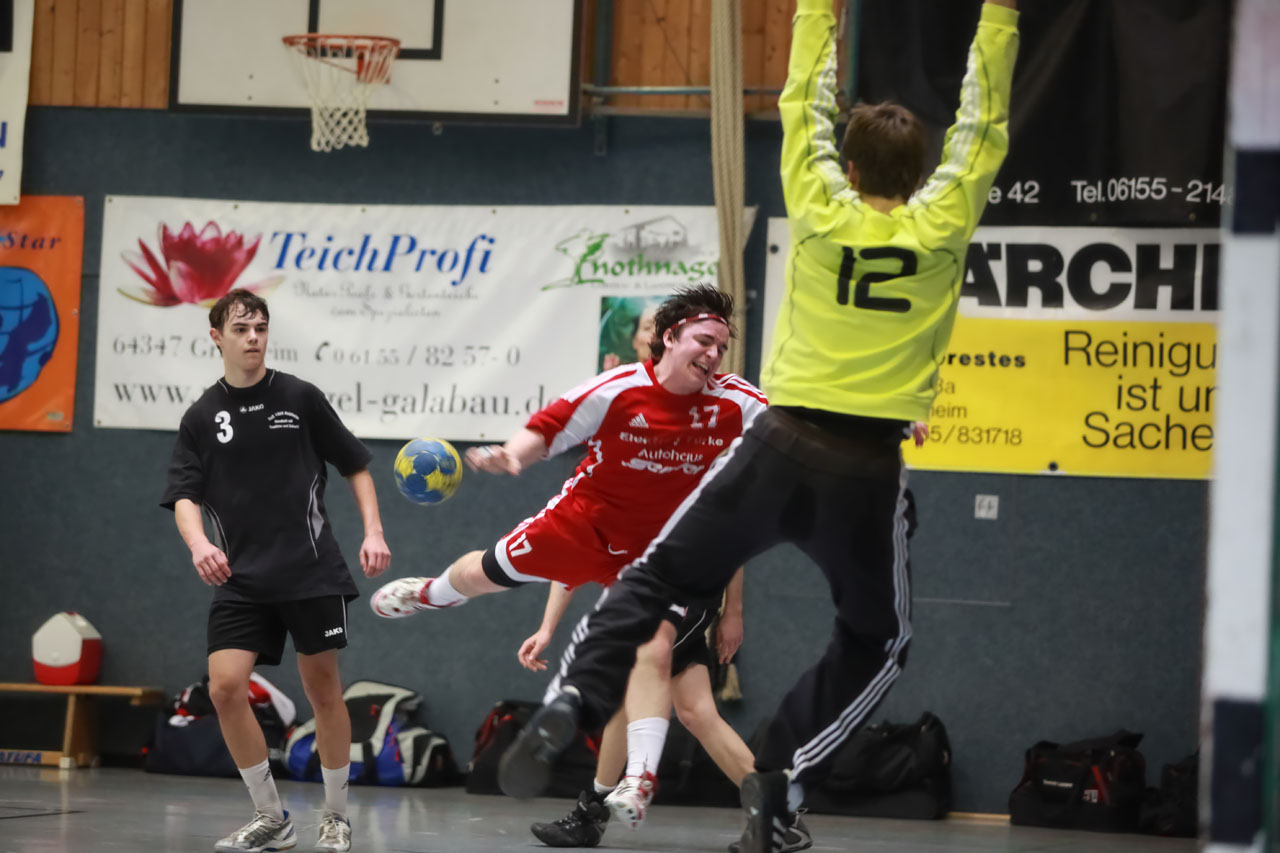
逆スピンシュート。写真右へとバウンド方向を変化させるため、時計回りに強い回転を与えている。

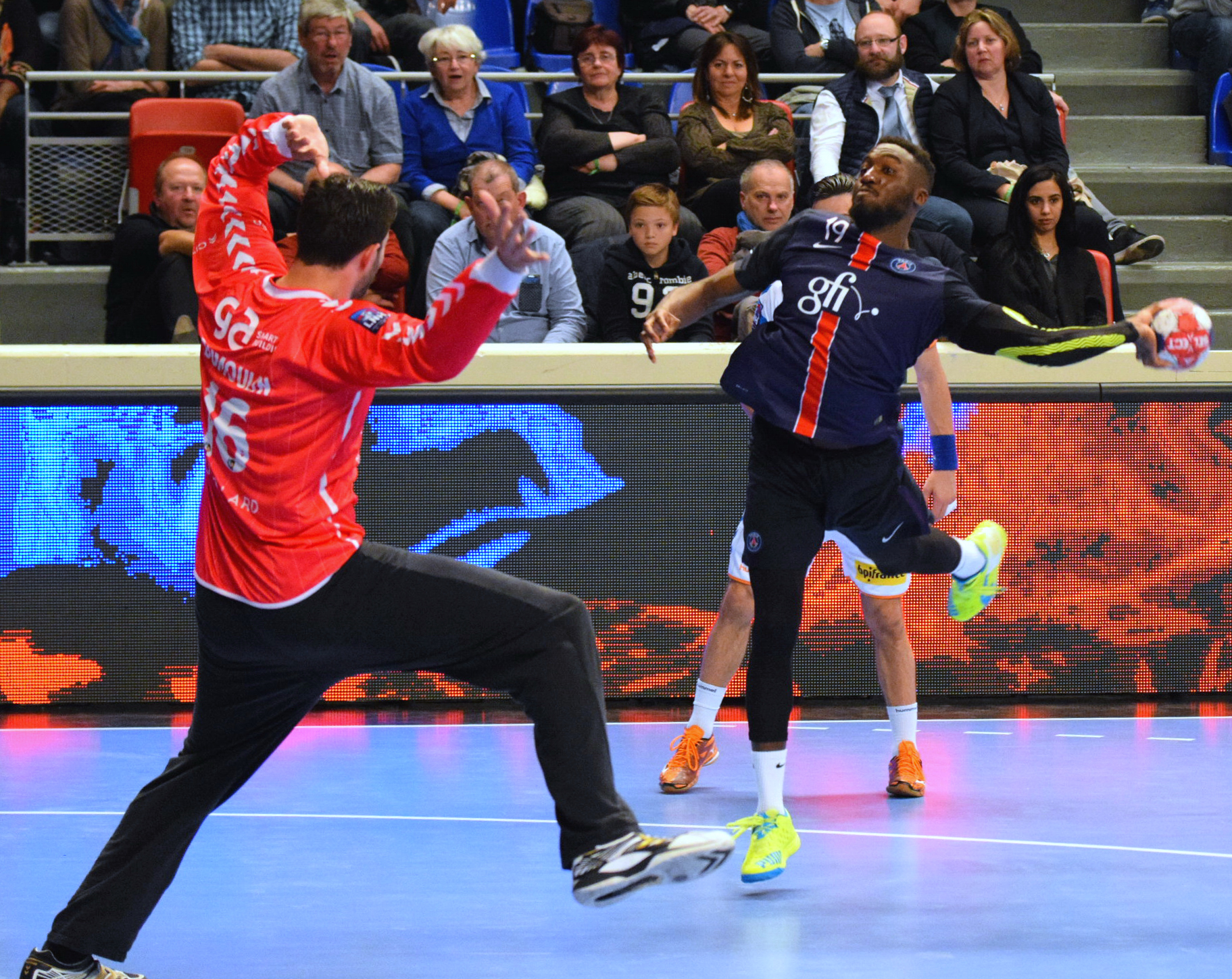
「しゃくり」のシュート。左肘を下げているが、ゴール上段を狙うため左手首は上方を向いている。

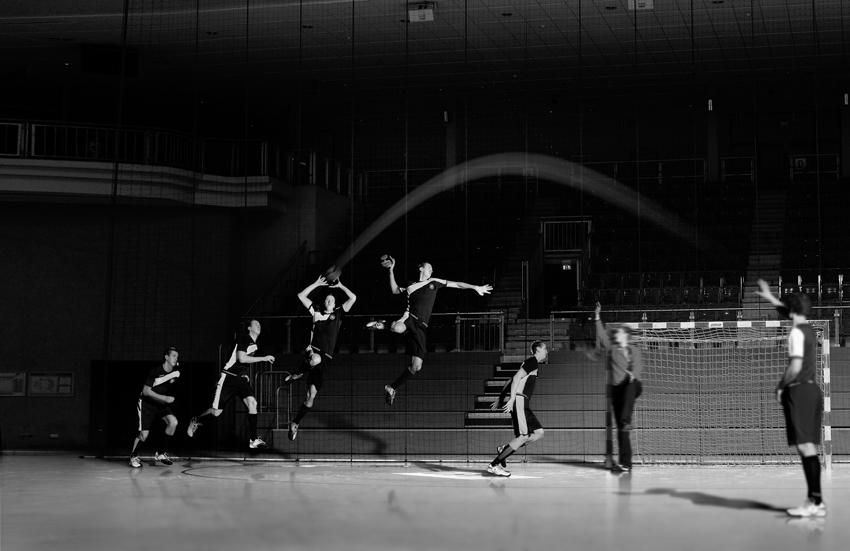
スカイプレーの連続写真。

プロンジョンシュート

「ムササビシュート」とも呼ばれる。身体を利き手と逆方向へと大きく傾け、飛び込む(仏:plongeon)ようにして打つシュート。右利きライトウイングによる右サイドシュートなど、利き手と逆方向へのゴール角度を稼ぎたい場合に使われる。

ループシュート
ボールを浮かせ、相手ゴールキーパーの頭上高くを通すシュート。ゴールキーパーが大きく前に詰めてきた場合に使われる。

スピンシュート

ボールに強い回転を与え、バウンド方向を変化させるシュート。ゴール角度が狭い場合や、ゴールキーパーが前に詰めてきた場合に使われる。
バウンド方向で細分化する場合、一般的に利き手方向に変化するシュートをスピンシュートと呼び、利き手と逆方向に変化するシュートは「逆スピンシュート」と呼ばれる。

しゃくり

「かちあげ」とも呼ばれる。アンダーハンド気味のシュートフォームから、手首を返してゴール上段を狙うシュート技術。主にサイドシュートで使われる。
肘を下げたシュートフォームでゴール下段を狙うように見せかけ、相手ゴールキーパーの腕を下げさせる。手首を上方に向け、下げさせた相手ゴールキーパーの腕の上を打ち抜いていく。

スカイプレー

国外では「ケンパ・トリック」と呼ばれる。バスケットボールのアリウープに近いプレーで、ゴールエリア内に出されたパスを空中でキャッチし、着地する前にシュートを放つ。
空中でパスをキャッチした後、さらに別のプレーヤーにパスをするなど、2連続以上のスカイプレーもみられる。2連続のスカイプレーは「ダブルスカイ」と呼ばれる。

### パス

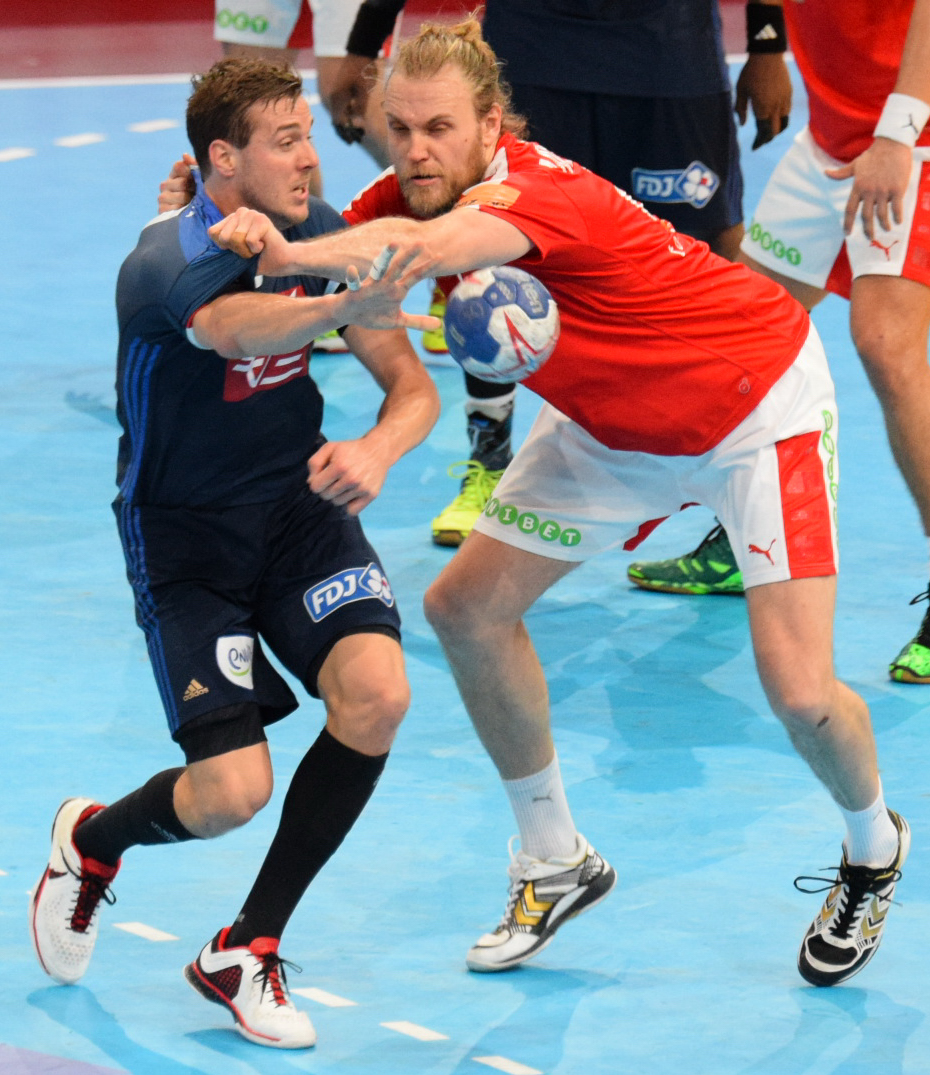
ラテラルパス。手首を使い、利き手方向に素早くパスを出す。

シュートと同様、状況に応じて多彩なパスがみられる。
オーバーハンドパス
「ショルダーパス」とも呼ばれる。肩より上から腕を振る最も基本的なパス。
スピードを出しやすく、コントロールしやすいため、長距離のパスにも使用される。予備動作が大きいため、相手選手に動作を読まれパスカットされるリスクがある。

ラテラルパス

胸の高さから横向き(英:lateral)に投げるパス。手首のスナップを使い利き手方向へと投げる。
ゴール方向を向いたまま、少ない予備動作で投げられるが、ボールのスピードが遅くなりやすくコントロールが難しいとされる。

バックハンドパス
身体の後ろを通して相手ディフェンスを惑わせるパス。ジャンプシュートやオーバーハンドパスの予備動作を生かして頭の高さから投げる方法(フックパス)や、身体でボールを隠すようにして腰の高さから投げる方法(ビハインドパス)などがある。

バウンドパス
ボールをバウンドさせるパス。相手ディフェンスの手を避けやすく、ポストパスにも多用される。
ボールに強い回転をかけ、バウンド方向を変化させるパスを「スピンパス」と呼ぶ。

ポストパス
ゴールエリア付近で待つ、ピボットに対して出されるパス。ゴール確率が高く、相手の重い反則を誘発しやすいポストシュートに繋がるため、戦術上重要視される。

### ドリブル

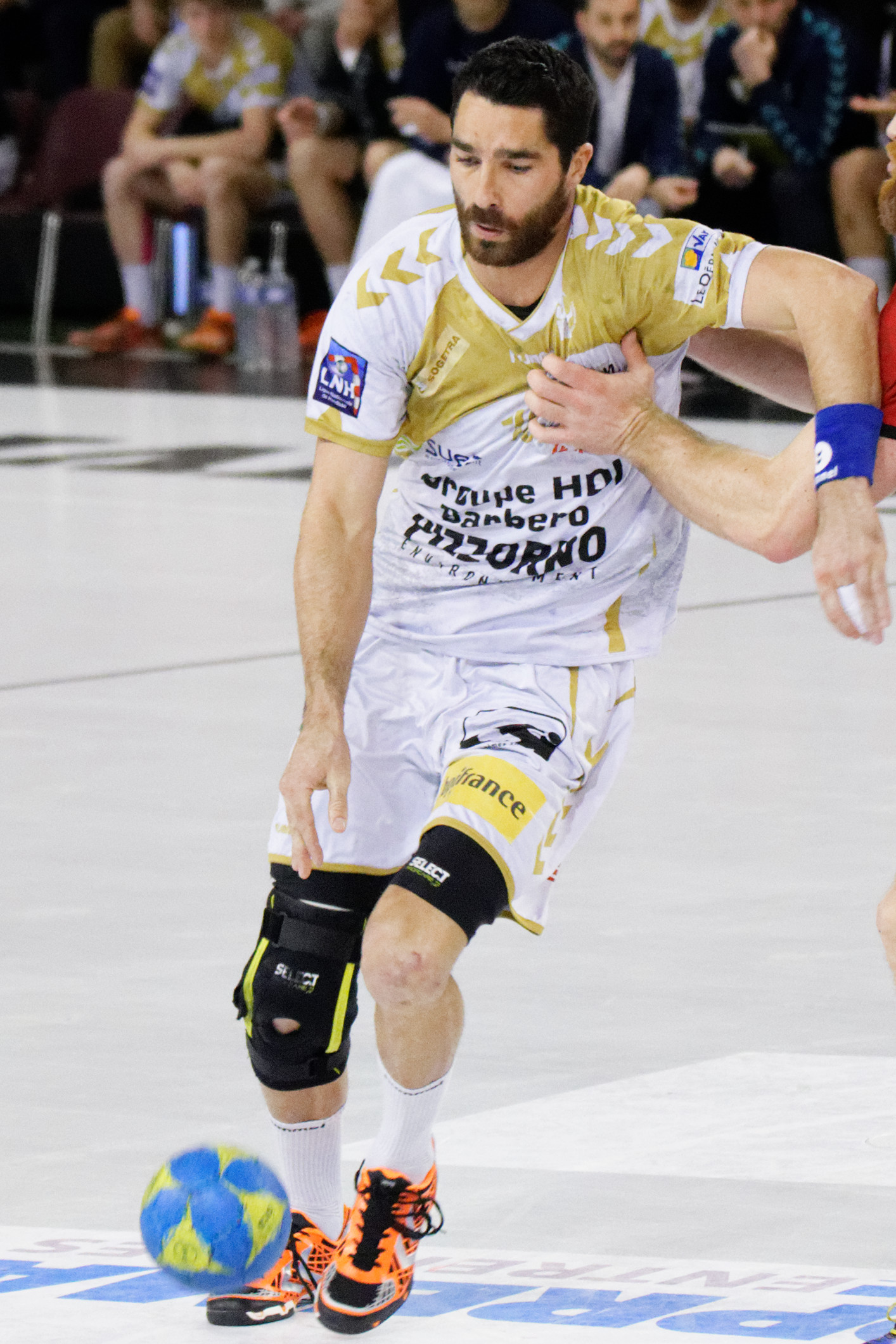
相手選手に接触されながらのドリブル。

主に速攻で抜け出した場合や歩数をリセットする目的、ディフェンスを誘い出す目的などに使われる。
相手ディフェンスの接近時には、バスケットボールのドリブルほど多用されない。その理由として、「ルール上の制限が厳しいこと」、「比較的強い接触が認められるため、ドリブル中の接触でボールを失うリスクが高いこと」、「ボールが小さい上に粘着剤を使用するため、精度の高いドリブル自体が難しいこと」などが挙げられる。
ルール上の扱い
ドリブル中の歩数制限は無く、それまでの歩数はリセットされる。オーバータイムも適用されない。ただし、2度目のドリブルや両手でのドリブルは、イリーガルドリブルの反則となる。
バスケットボールのドリブルに比べ、ルール上の制限が厳しく、ボールの側面に触れるドリブルは反則とされる。また、相手に投げつけられた場合を除き、ボールを床に落とした場合は基本的にドリブルとみなされる。

### ディフェンス技術

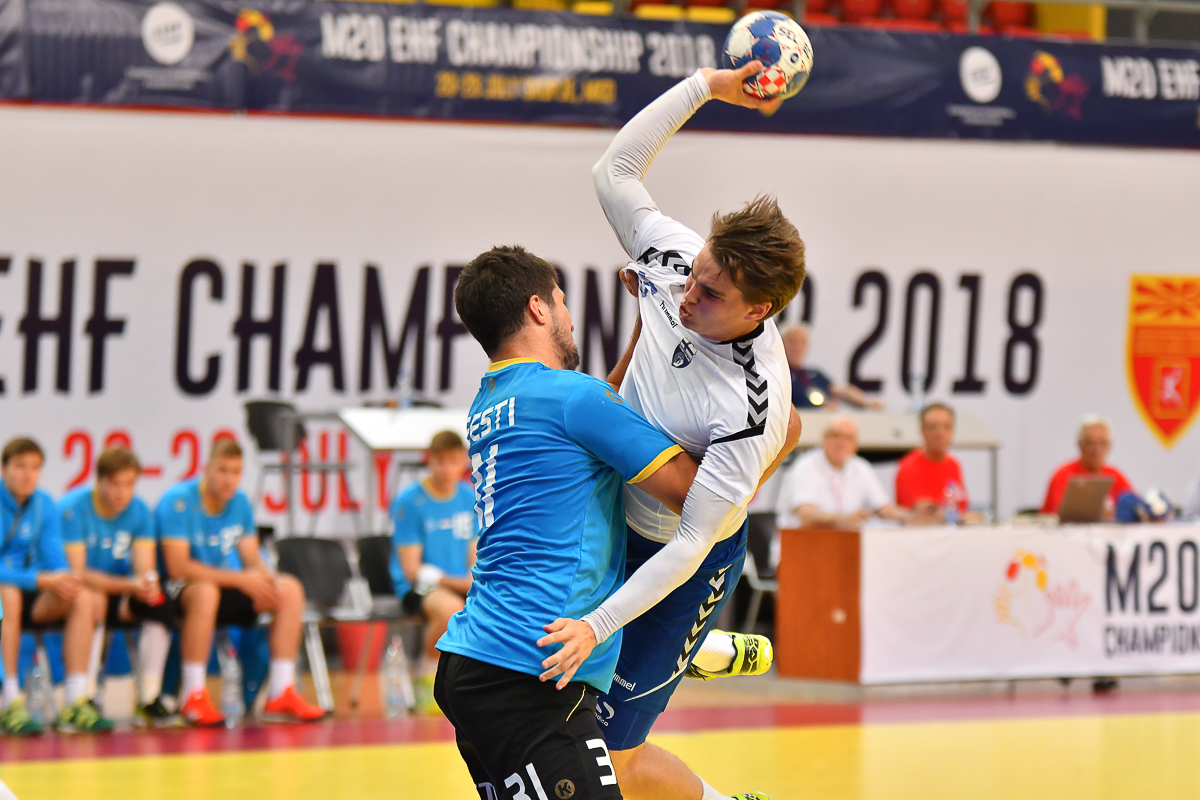
ゲームストップの例。罰則を受けないために、ボールを持った相手選手の正面から、素早く身体を密着させ転倒を防ぎ、同時に利き手を押さえ込む。シュートやパス、移動を阻止し、プレーを中断させる。

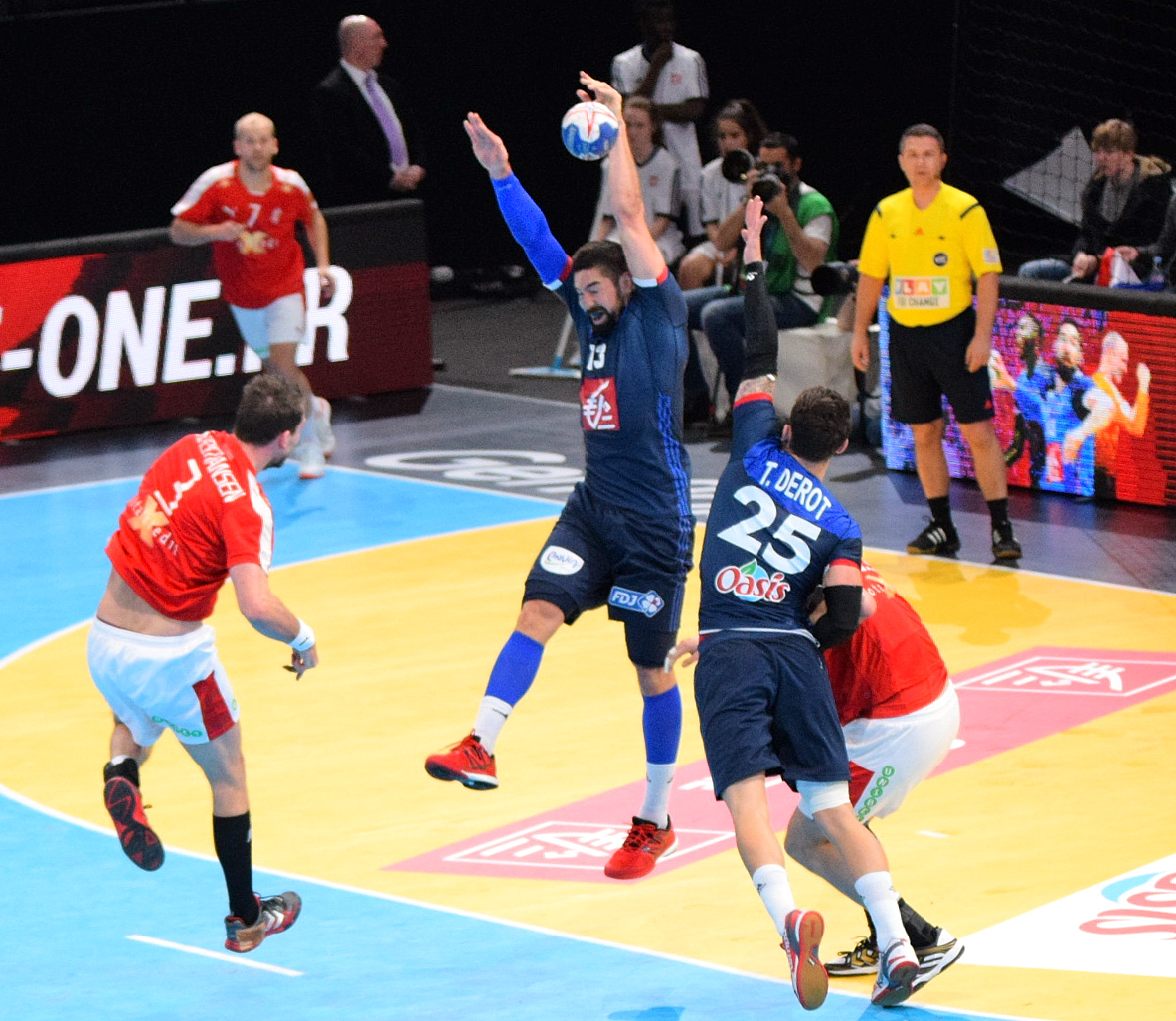
シュートブロック。中央の選手(青)が空中でシュートを阻止している。

ゲームストップ

防御側のコートプレーヤーが、危険性の低い身体接触で、攻撃側のプレーを中断させるディフェンス技術。罰則を伴わないファウル(相手正面からのホールディングなど)で、意図的にフリースローを相手に与え、プレーを中断させることから、「ファウルで止める」、「フリースローを取る」、「プレーを切る」などとも呼ばれる。相手選手に危険なプレーやスポーツマンシップに反する行為でなければ、罰則の対象とはならず、正当なプレーとして認められている(『ディフェンス戦略としてのファウル』も参照)。
罰則の対象にならないよう、攻撃側のボールを所持している選手に対して正面から接触し、相手の身体と利き手を押さえ込むことで、シュートやパス、移動を阻止する。プレーを中断させることで、相手の攻撃で崩されたディフェンス陣形を立て直すことができる。

シュートブロック

防御側のコートプレーヤーが、手や腕でディスタンスシュートを防ぐディフェンス技術。
ゴールキーパーとシュートコースを分担することで、ディスタンスシュートの阻止率を向上できる。そのため、シュートブロックに有利な長身の選手が、ゴールエリア正面のディフェンスを担当することが多い。
シュート態勢に入った相手への接触を避け、シュートフェイントに備えるため、やや後方へと跳ぶ。

### ゴールキーパー技術

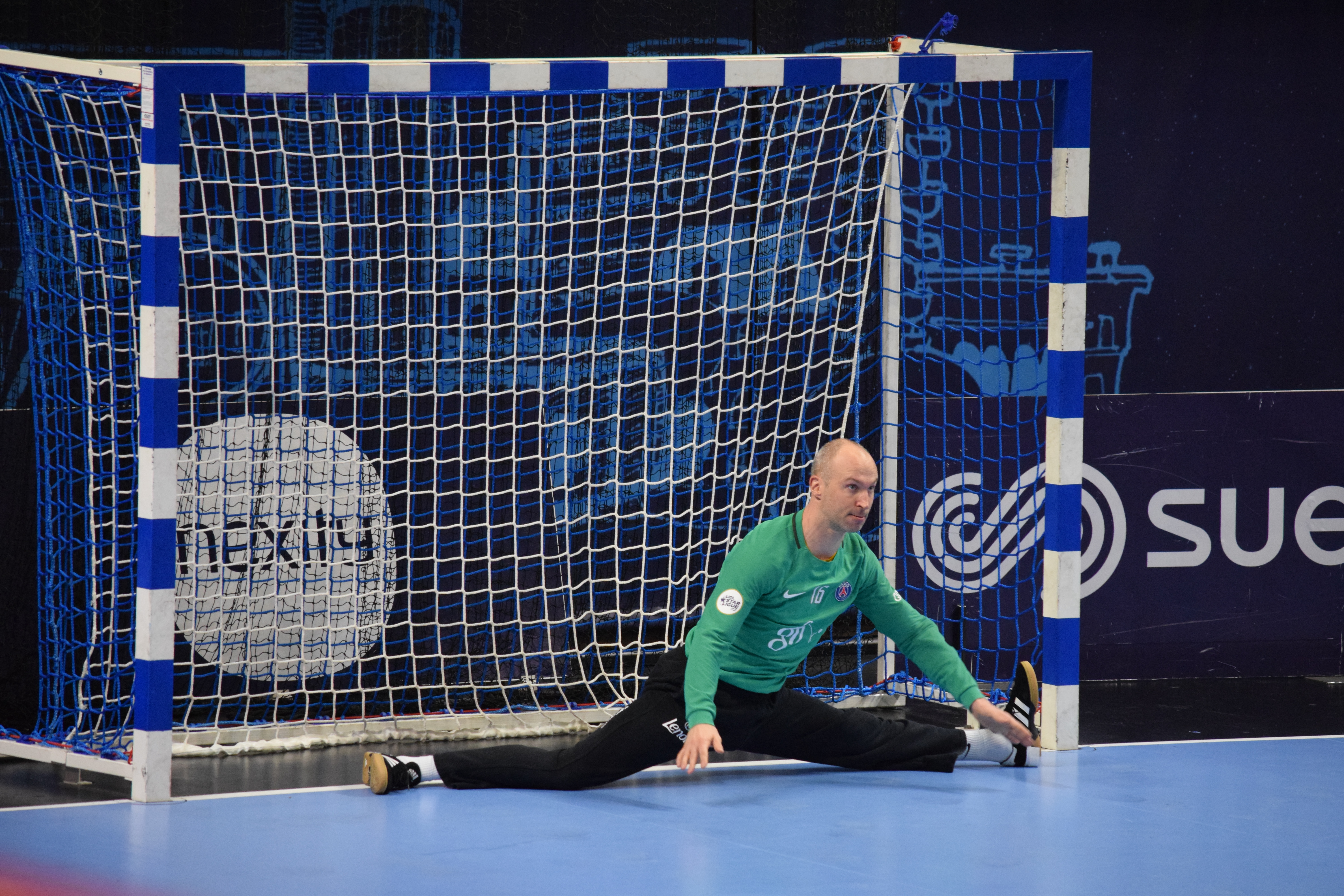
ゴールキーパーのスライディング。シューズの踵部にテーピングを貼り付け、滑りやすく加工している。

スライディング

ハードル走のように大きく開脚してゴール下段のシュートを防ぐ、ゴールキーパーのセービング技術。高い柔軟性が要求される。
スライディングを行いやすくするため、踵部を滑りやすく加工したシューズを履くゴールキーパーも多い。

かもる
意図的に空けたシュートコースへと、ゴールキーパーがシュートを誘うセービング技術。
ゴールエリア空中の相手選手と、ときには2m以下にまで接近するため、シュートに反応して動作を開始しても間に合わないことから、ゴールキーパーが意図したシュートを、相手選手に打たせて止める駆け引き技術が重要視されている。

エンプティーゴール
ゴールキーパーが不在のゴールに、相手ゴールキーパーが自陣から直接投げ込んで得点すること(英:empty net goals)。7人攻撃の増加により、自陣から相手ゴールに直接投げ込む遠投力や、味方選手と素早く交代を行える走力が、ゴールキーパーに必要とされつつある。

## ポジション

赤が攻撃側のポジション(センタースリー)青は防御側(5-1ディフェンス)

ゴールキーパー以外の選手を「コートプレーヤー(略記:CP、英:court player)」と呼ぶ。コートプレーヤーは、攻撃時のポジションで表記されることが多い。
シュート時にゴール角度を広く取れることから、自陣から見て左側のポジションは右利き、右側のポジションには左利きの選手が有利とされている。
ゴールキーパーを除き、全員での攻撃と守備が基本となっている。交代が無制限であるため、攻守それぞれに特化した選手がいる場合、攻防が入れ替わるたびに交代を行うチームもみられる。

### バックプレーヤー

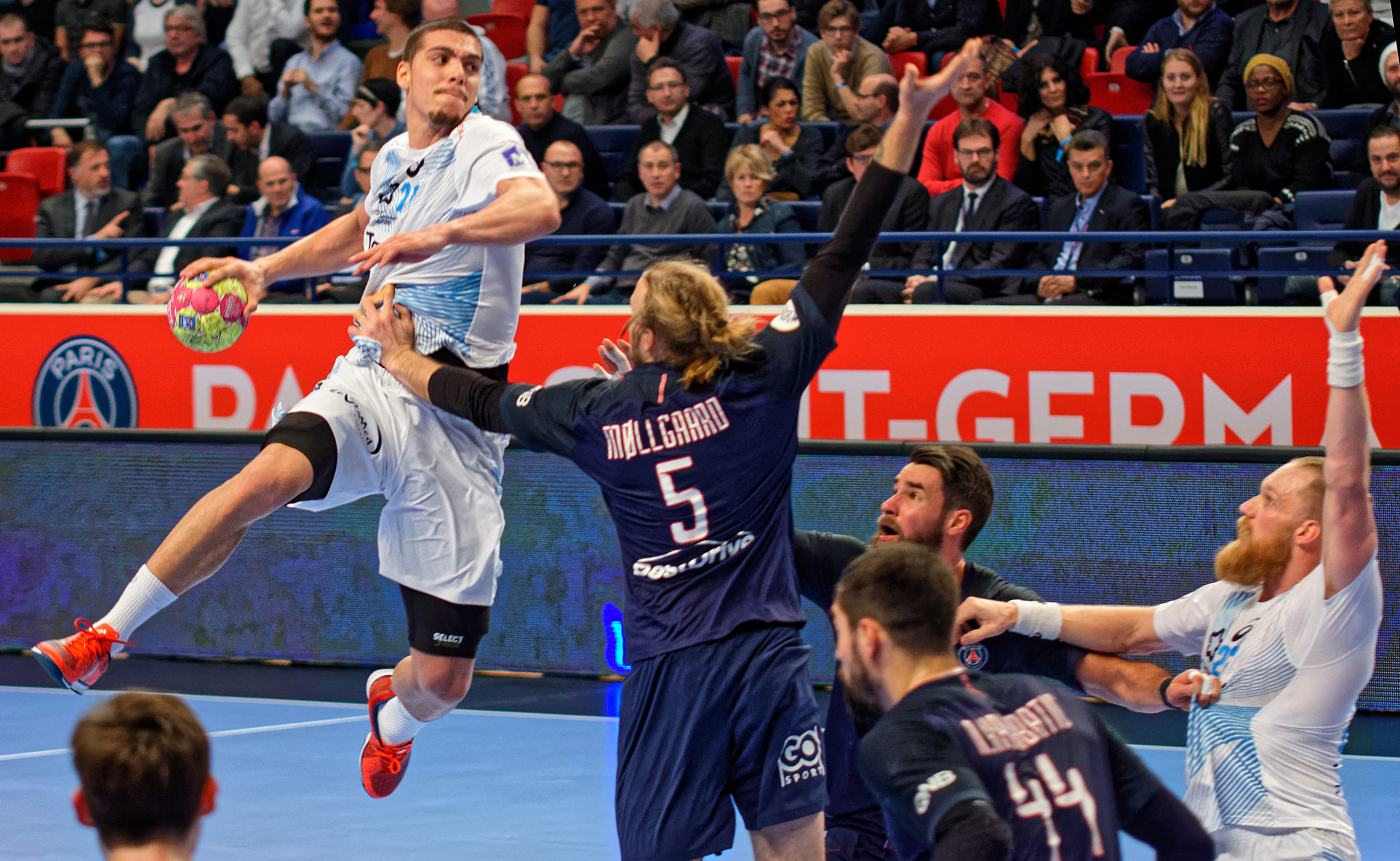
ディスタンスシュートを狙うバックプレーヤー(左)。

センターバック、レフトバック、ライトバックをまとめて「バックコートプレーヤー(英:backcourt player)」と呼ぶ。「フローター」や「上3枚」とも呼ばれ、互いにパスを回しつつ、ポジションを入れ替えてプレーすることも珍しくない。退場者が出ている時間帯や、ダブルポストなどの戦術では2人になる場合もある。
センターバック
略記は「CB(英:centre backcourt)」。「センター」とも呼ばれる。
相手ゴールの正面、最も自陣近くに位置する。ボールに触れる機会が多い司令塔ポジション。攻撃面の指示を出したり、他のバックプレーヤーと共にパスを回しながら攻撃を組み立てる。チャンスがあれば、自らもゴールを狙う。
攻撃チャンスを作るため、多彩なパス技術や広い視野、戦術理解力が求められる。相手ディフェンスを引き付けるために、自身のシュート力や突破力も必要とされる。
コートの中央に位置し、司令塔として攻撃を組み立てる点など、バスケットボールのポイントガードやサッカーのボランチに近い特徴を持ち、他のバックプレーヤーに比べて小柄ながら、技術面に優れた選手が多い。

レフトバック
略記は「LB(英:left backcourt)」。「左45°(『ひだりよんじゅうごど』や『ひだりよんごー』、短縮して『ひだりよん』など)」や「正45°(『せい-』)」とも呼ばれる。
相手ゴールから斜め45度、自陣から見て左側に位置する。最も得点が求められるポジション。セットオフェンスにおいて、他のバックプレーヤーと共にパスを回しつつ、多彩な個人技を活かし、ディスタンスシュートやカットインなどで得点を挙げることが重要な役割となる。
ディスタンスシュートに有利となる高い身長や跳躍力、シュート力が必要とされる。加えて、相手ディフェンスを突破できる強靭な筋力や敏捷性も要求される。また、自身のシュート力や突破力だけではなく、ウイングやピボットのシュートチャンスを作るパス能力も求められる。
比較的ゴールから離れた位置を取り、得点源として全般的な身体能力が求められる点など、バスケットボールのシューティングガードやスモールフォワードに近い特徴を持ち、エース格の選手も多い。

ライトバック
略記は「RB(英:right backcourt)」。「右45°(『みぎよんじゅうごど』や『みぎよんごー』、短縮して『みぎよん』など)」や「逆45°(『ぎゃく-』)」とも呼ばれる。
相手ゴールから斜め45度、自陣から見て右側に位置する。レフトバックとは左右対称のポジションで同様の役割を持つ。シュート時にゴール角度を広く取れるため、左利きの選手が有利とされる。

### ウイング

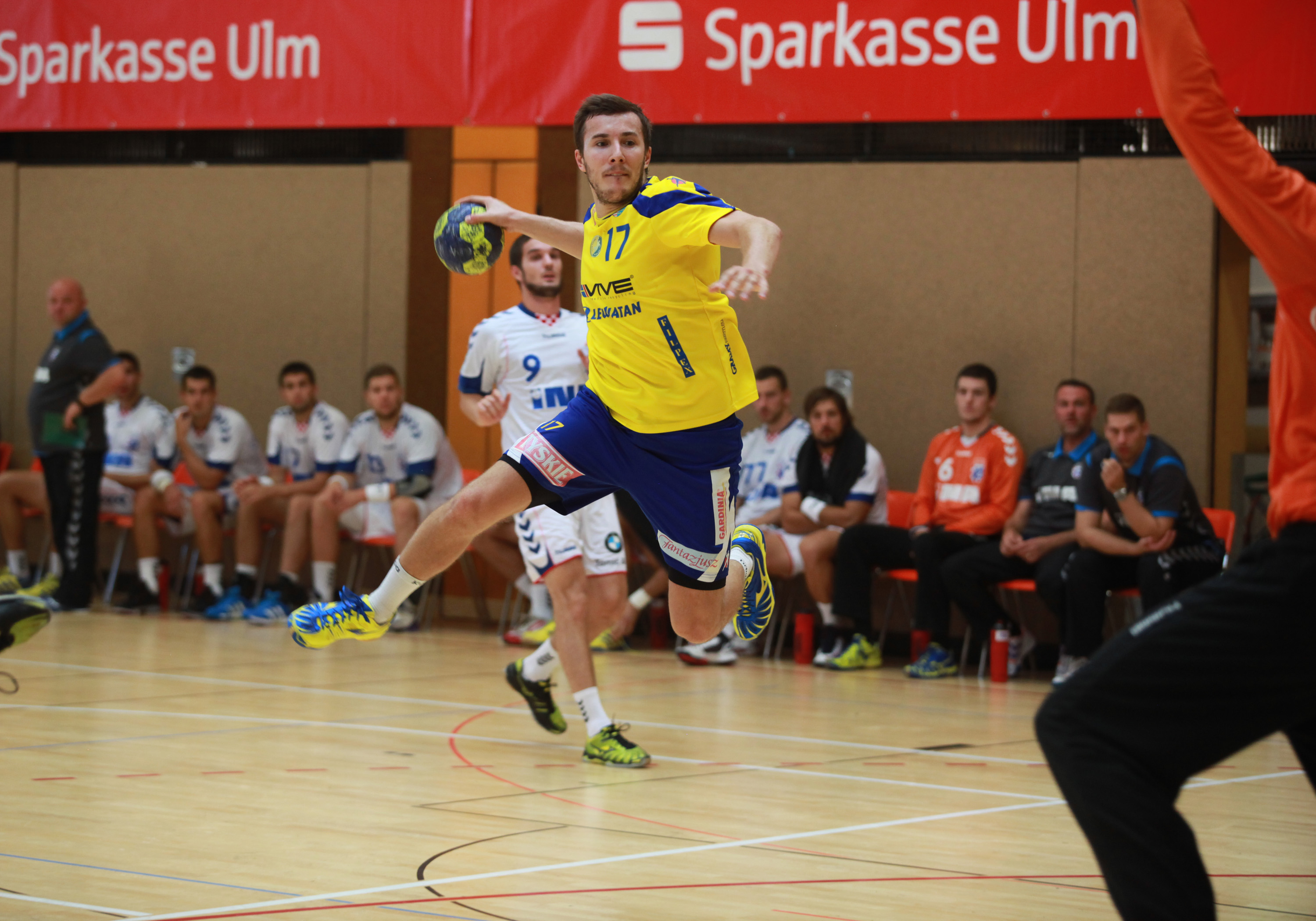
速攻から、ノーマークでシュートを打つレフトウイング。

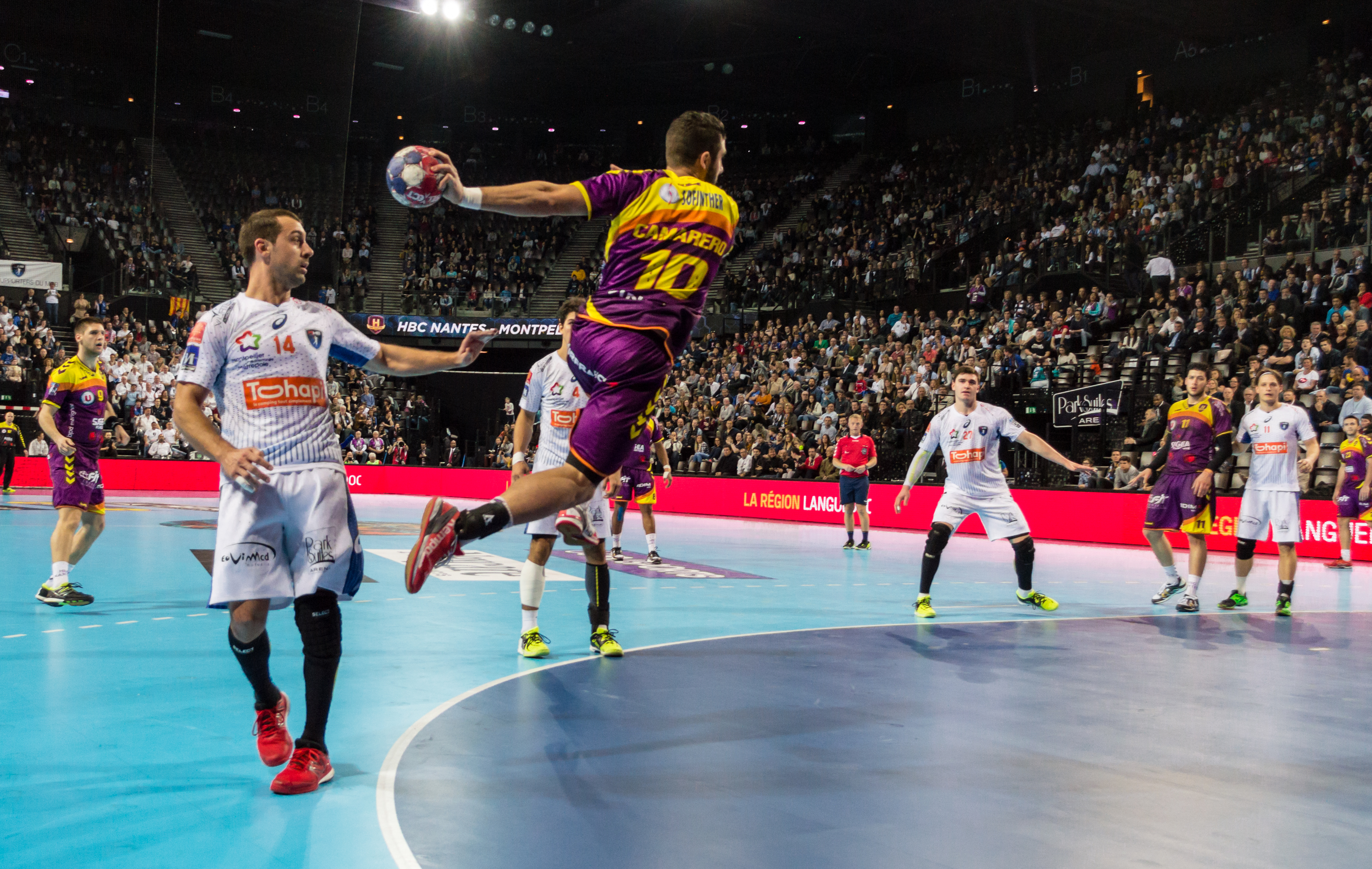
左利きのライトウイングによるサイドシュート。

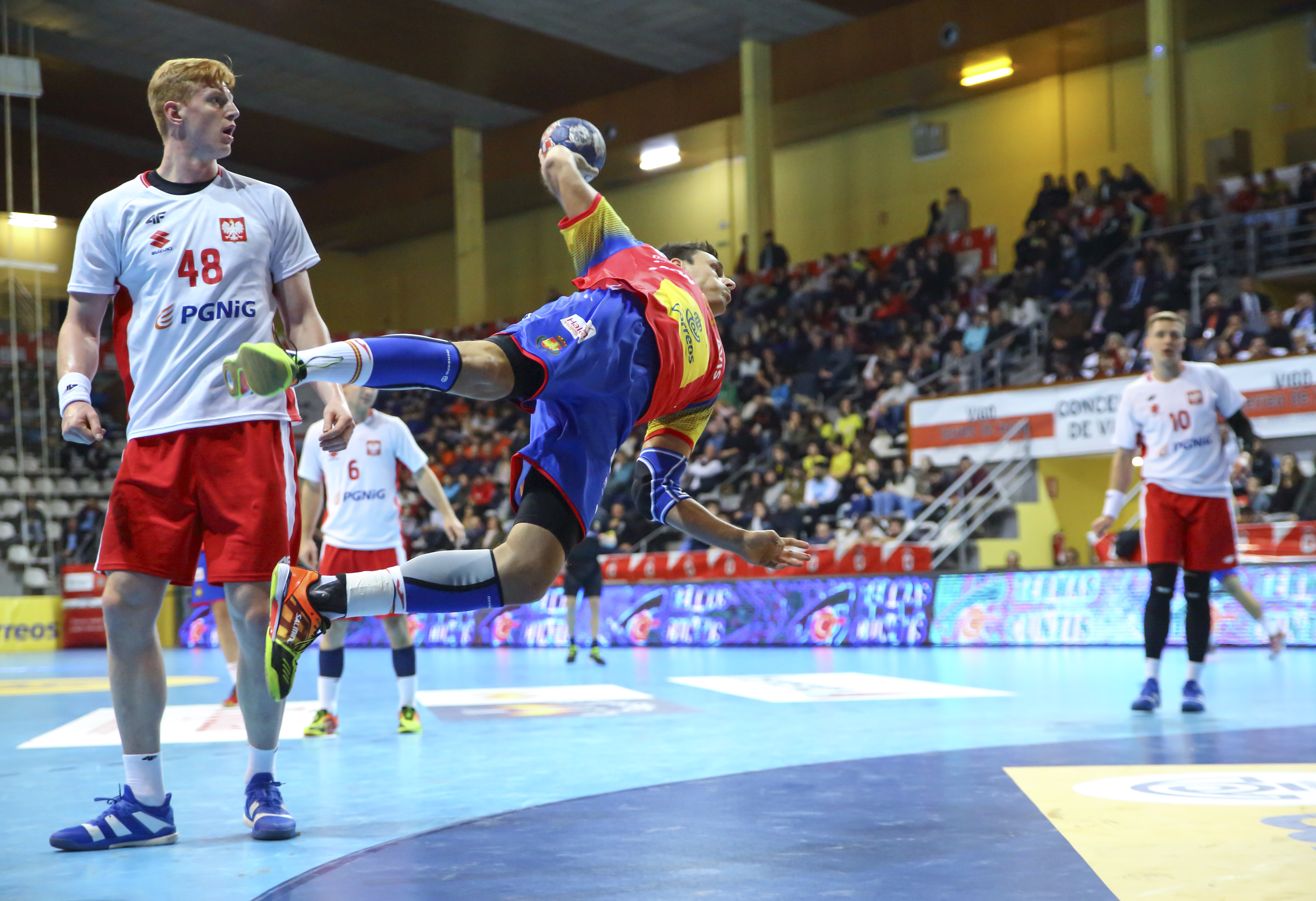
右利きのライトウイングによるサイドシュート。左利きの選手に比べゴール角度を稼ぐのが難しく、難易度の高いシュート技術が求められる。

レフトウイング
略記は「LW(英:left wingman)」。「左サイド」や「正サイド」とも呼ばれる。
自陣から見てコートの左端に位置する。素早い飛び出しから速攻時の得点源となるポジション。そのため、ディフェンス時には速攻に参加しやすい端や前方を担当することが多い。相手の速攻を防ぐための素早い帰陣も求められる。
セットオフェンスでは、サイドシュートで得点を挙げることが重要な役割となるが、バックプレーヤーのパス回しに参加したり、ゴールエリア正面へと走り込んで2人目のピボットとなるなど、攻撃のきっかけを作ることもある。
主に速攻時に活躍するため走力や持久力、敏捷性が必要とされる。サイドシュートから得点を挙げるために、狭いゴール角度でも得点できるシュート技術やゴール角度を広げる跳躍力も求められる。
コートの端に位置し、運動量が求められる点など、サッカーのウイングバックやサイドバックに近い特徴を持ち、小柄で俊敏な選手が多い。

ライトウイング

略記は「RW(英:right wingman)」。「右サイド」や「逆サイド」とも呼ばれる。
自陣から見てコートの右端に位置する。レフトウイングとは左右対称のポジションで同様の役割を持つ。狭いゴール角度からのシュートが多いため、同じ右側のポジションであるライトバック以上に左利きの選手が有利とされる。
右利きの選手が担当する場合、プロンジョンシュートやスピンシュートといった、難易度の高いシュート技術が求められる。

### ピボット

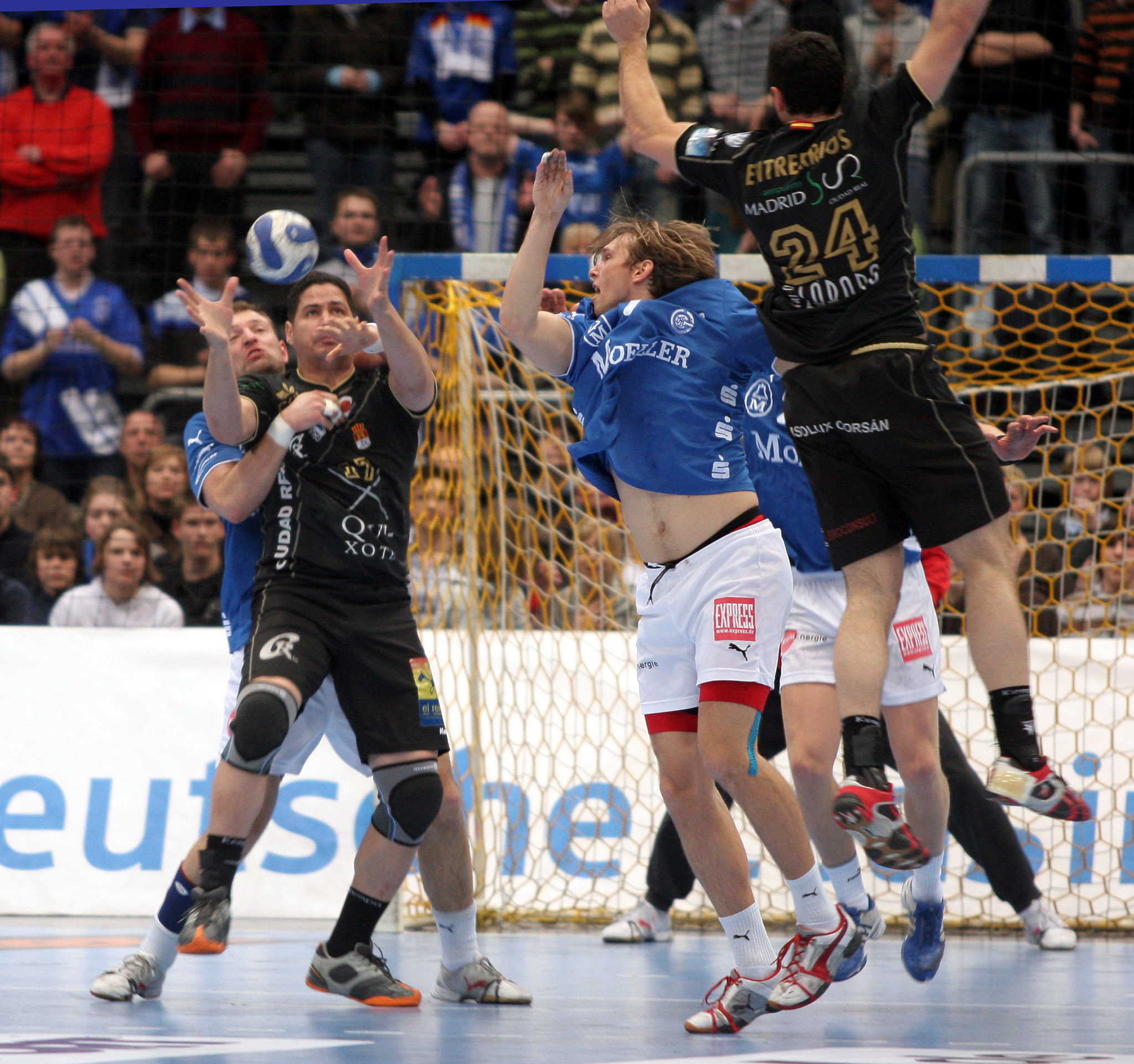
パスを受けるピボット(左手前)。

略記は「PV」もしくは「P(英:pivot)」。「ポスト」と呼ばれることが多い。
相手のゴールエリア付近に位置する。最も身体接触への強さが求められるポジション。 通常は1人であるが、ダブルポストや7人攻撃など、一時的に2人に増やす戦術もみられる。
ボールに触れる機会は比較的少なく、防御側の動きを制限し、攻撃スペースを作るブロック(スクリーンプレー)が重要な役割であり、バックプレーヤーのディスタンスシュートやカットインのきっかけを作る。
ゴールエリア付近でパスを受けた場合には、身体接触に負けずにボールをキャッチし、ゴールへと反転してシュートに持ち込むポストプレーも大きな役割となる。
常に相手ディフェンスの間に位置し、ボールを持たずに攻撃をサポートするため、激しい身体接触に負けない重い体重や強靭な筋力、攻撃に合わせられる戦術理解力が必要とされる。また、ポストシュートから得点を挙げるため、パスを受けやすい高い身長や、片手でも捕球できる安定したキャッチ技術、素早くゴールへと反転できるステップ技術、体勢を崩されても広いゴール角度から確実に得点できるシュート技術なども求められる。
最もゴール付近に位置し、身体接触への強さが重要視される点など、バスケットボールのセンターやパワーフォワードに近い特徴を持ち、大柄な選手が多い。

### ゴールキーパー

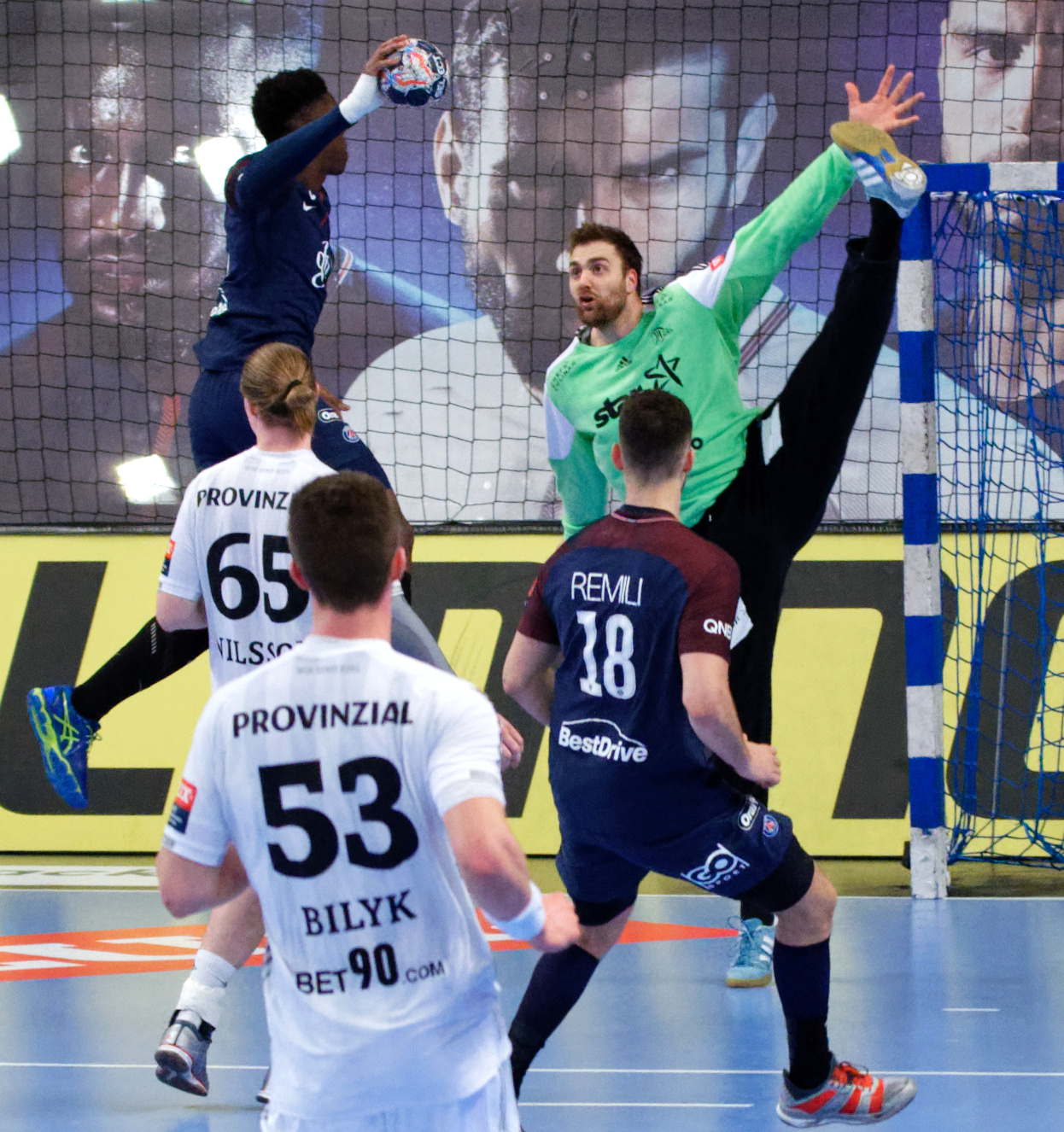
全身を使い、シュート阻止を試みるゴールキーパー。

略記は「GK(英:goal keeper)」。
自陣のゴール前で、全身を使いシュートを阻止する。1試合で約50本ものシュートを受ける本競技において、ゴールキーパーのシュート阻止率が試合に与える影響は大きい。主に自陣ゴールエリア内でプレーするため、身体接触は基本的に無い。
他競技のゴールキーパーと同様に、シュートを防ぐための高い身長や長い手足、素早い反応や瞬発力、ゴール前での正確な位置どり技術が必要とされる。加えて本競技では、大きく開脚できる柔軟性や、意図したコースへとシュートを誘い込む駆け引きの技術なども求められる(『競技技術#ゴールキーパー技術』も参照)。
シュートを阻止するだけではなく、速攻やテンポ・シュピール(素早いスローオフ)の起点として、素早く正確なパス技術も要求される。また、2016年のルール改正以降、7人攻撃(ゴールキーパー無しの全員攻撃)が増加したため、自陣から相手ゴールに直接投げ込む遠投力や、味方選手と素早く交代を行える走力も重要視されつつある。

ルール上の扱い
コートプレーヤーとは別色のユニフォームを着ることが義務付けられている。ゴールキーパーのみ長ズボンを履くことができるが、コートプレーヤーと同様、グローブなどの防具は着用できない。
唯一、ゴールエリア内でのプレーが認められている。自陣ゴールエリア内では足を含む全身でシュートを防ぐことができ、ボールを持った状態での歩数制限も無い。ゴールエリア外ではコートプレーヤーと同様に扱われる。
ゴールエリア内のゴールキーパーが最後に触れたボールがアウターゴールラインからコート外に出た場合は、ゴールキーパースローとなる。

## オフェンスシステム

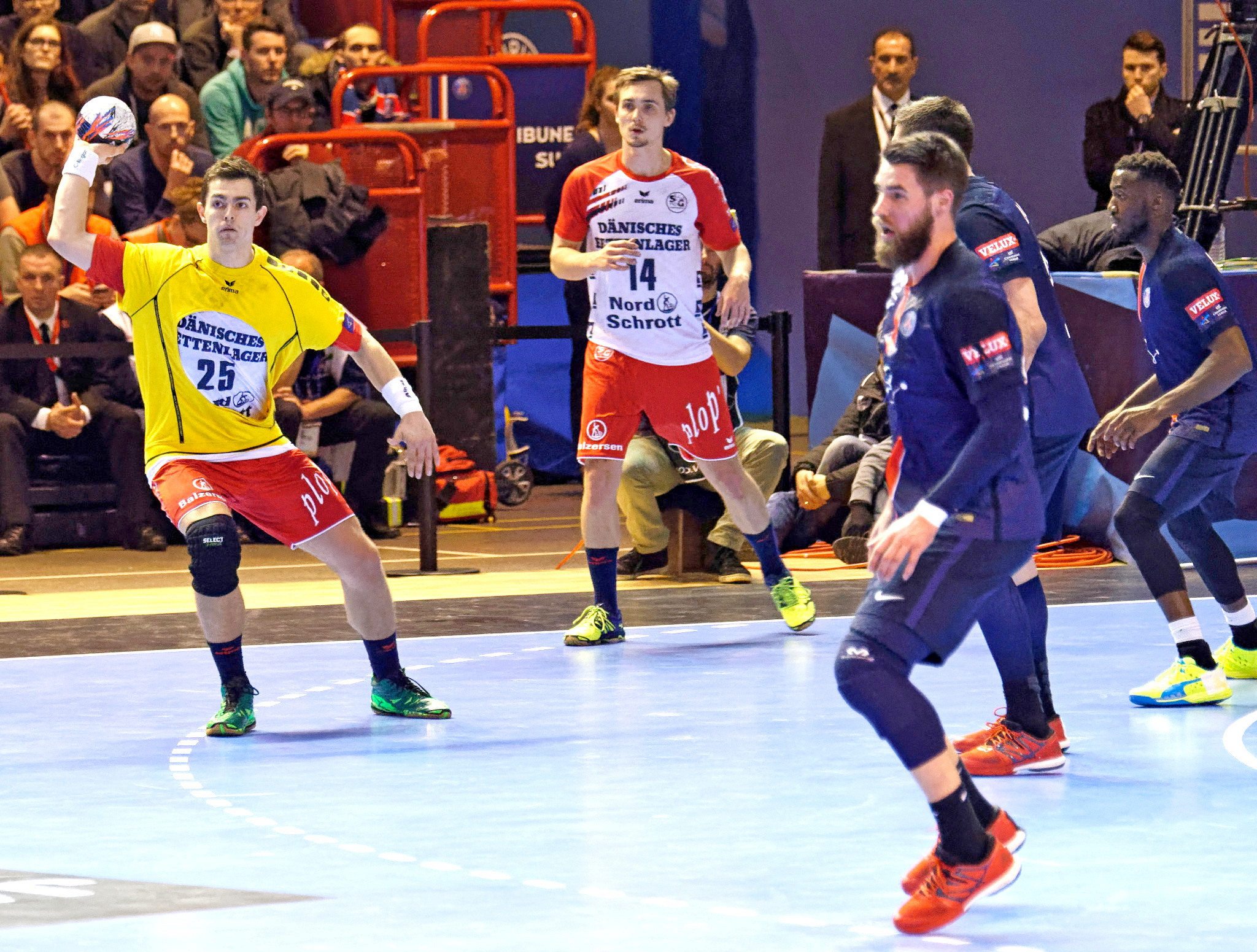
ゴールキーパーユニフォームを着用し、7人攻撃に参加する選手(黄)。着用しているゴールキーパーユニフォームには、登録した番号が見えるよう穴が開いている。2016年以降、ゴールキーパーユニフォームを着用する義務は無くなった。

センタースリーが基本とされるが、相手ディフェンスを揺さぶるため、ポジションチェンジを繰り返しながら、オフェンスシステムを変化させることも多い。そのため、様々なポジションをこなす、オールラウンドな能力が求められつつある。
センタースリー
最も主流で、基本的なオフェンスシステム。バックプレーヤー3人、ウイング2人、ピボット1人で攻める布陣。バックプレーヤーやウイングがピボット(ポスト)に入り、ダブルポストに移行するなど、多彩な攻撃を行える。

ダブルポスト
バックプレーヤーが2人となり、代わりにピボット(ポスト)が2人になった布陣。バックプレーヤーの負担が増える代わりにゴール率の高いポストシュートを狙いやすい。またゴールエリア付近のオフェンスが増え、ディフェンスが飛び出しにくくなるメリットもある。ジュニアクラスでは使われることが多い。

センタースリー・ダブルポスト
一方のウイングが2人目のピボット(ポスト)となり、バックプレーヤー3人、ピボット2人、ウイング1人の状態でプレーする布陣。ウイングがゴールエリア正面へと走り込み、センタースリー・ダブルポストに移行する戦術は「トランジション(英:transition)」と呼ばれ、近年流行しつつある。

7人攻撃

ゴールキーパーをベンチに下げ、コートプレーヤー7人で攻撃する布陣。いわゆるパワープレーであり、数的優位で攻撃できるが、自陣ゴール前は無人となるため、攻撃が失敗した場合、即座にゴールを狙われるリスクがある。
攻撃後にゴールキーパーと交代する選手を、交代ラインに近いサイドのバックプレーヤーやウイングに置き、ピボットを2人に増やす布陣が主流となっている。また、退場者を出しているチームが攻撃時の数的不利を解消するため、ゴールキーパーをベンチに下げ、全員攻撃を行う戦術もみられる。
以前はゴールキーパーユニフォーム(同色ビブスでの代用可)の着用が義務付けられ、ゴールキーパー扱いとなった選手との交代のみが認められていたが、2016年のルール改正でゴールキーパーの出場義務が削除されて以降、ゴールキーパーとの交代が容易になり、採用が増えつつある。

## ディフェンスシステム
サッカーのフォーメーションと同様に、配置された人数を自陣ゴールから近い順に、ゴールキーパーを除いて表記する。
比較的コートが広く、ボールを手で扱う競技特性から、攻撃側のボールを奪うことは困難であるため、全員が自陣に引き相手の攻撃スペースを埋めるゾーンディフェンスが主流となっている。ボールを持った攻撃側の選手に対しては、近くの選手がプレスをかける。
各ディフェンス布陣には長短があり、両チーム個々の能力や防御側の優先目的によって採用される布陣は異なる。1試合で60回もの攻撃を受けるため、攻撃側に順応されないよう、複数の布陣を時間帯によって使い分けるチームも多い。

### ゾーン型

青が防御側で6-0ディフェンス(赤は攻撃側でセンタースリー)。

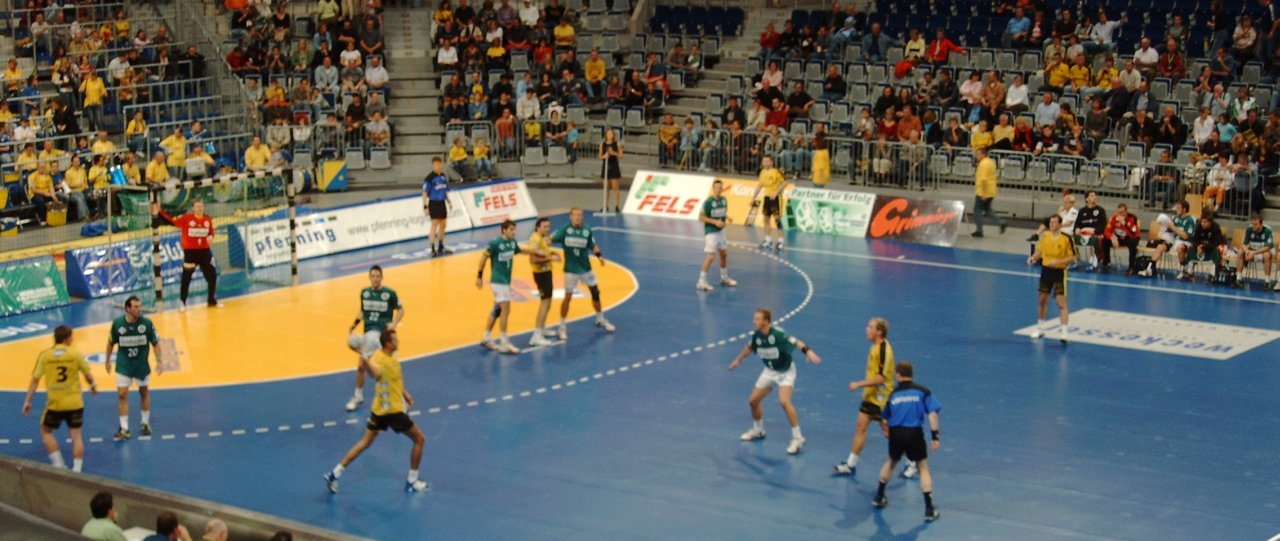
緑チームによる5-1ディフェンス(黄チームはセンタースリー)。前に出た1人の選手が相手のパスを牽制している。

6-0ディフェンス

「一線ディフェンス」とも呼ばれる。コートプレーヤー6人がゴールエリア沿いに並ぶ布陣。
ゾーンディフェンスが主流の本競技では最も基礎的な布陣とされる。ボールを持った相手バックプレーヤーに対しては、最も近いディフェンスがその都度前に出て対応する。
長所として、ゴールエリア付近の人数が多いため相手ピボットの動きを制限できる点、横に広い布陣のためサイドシュートを打たせにくい点、個々の距離が近いため比較的少ない運動量でも突破されにくい点がある。
短所として、相手バックプレーヤーに対して圧力をかけにくいため自由なパス回しやディスタンスシュートを許しやすい点、自陣深くに引いた布陣のため速攻に繋げにくい点がある。
相手のディスタンスシュートのゴール確率が低い場合に採用されることが多い。

5-1ディフェンス

ゴールエリア沿いに5人が並び、1人は相手バックプレーヤー(主にセンターバック)への牽制のため、前に出る布陣。
6-0ディフェンスに近い特徴を持つが、前に出た選手により相手バックプレーヤーのプレーを制限できる。
前に出る選手には、相手に抜かれない優れたディフェンス能力や運動量が求められる。

4-2ディフェンス
ゴールエリア沿いに4人が並び、2人が相手バックプレーヤー(主にレフトバックとライトバック)の牽制のため、前に出る布陣。
5-1ディフェンス以上にバックプレーヤーのプレーを制限できるが、ゴールエリア付近の人数が減り、ピボットやウイングへの対応は難しくなる。
6-0ディフェンスの両端から2番目の選手が相手バックプレーヤーを前に出て牽制した結果、4-2ディフェンスへと変化する場合もある。

3-2-1ディフィエンス
ゴールエリアに近い順に3人、2人、1人と並ぶ布陣。5-1ディフェンスの発展形ともいえる。ゴールエリア正面にピラミッド型に並ぶため、相手バックプレーヤーのプレー位置をゴールエリアから遠ざけることができる。
長所として、相手バックプレーヤーのプレー位置が遠くディスタンスシュートを打たれにくい点、組織的に相手バックプレーヤーへと圧力をかけるため攻撃側のミスを誘発しやすい点、敵陣に近い距離に選手を置くため速攻に移行しやすい点などがある。
短所として、広範囲を守る必要があるため防御側全体に規律や運動量が求められる点、突破を許しやすく側方や後方からの接触を余儀なくされ、退場者が出やすい点、ゴールエリア付近の人数が少なくピボットの動きを制限しにくい点、コート中央に寄った布陣のためサイドシュートを打たれやすい点などがある。
機能すれば、相手バックプレーヤーによる攻撃を封じ速攻を量産できるが、個々のディフェンス能力や運動量が求められる難易度の高い布陣とされる。
相手のサイドシュートのゴール確率が低い場合に採用されることが多い。

3-3ディフェンス
ゴールエリア沿いに3人が並び、残りの3人が高い位置でバックプレーヤーを牽制する布陣。
3-2-1ディフェンス以上に相手バックプレーヤーに対して強い圧力をかけられるが、前に出た3人が抜かれると、即座にゴール確率の高いシュートへと持ち込まれるリスクがある。また、ゴールエリア付近の人数が減るため、ピボットやウイングへの対応は更に難しくなる。

### マンツーマン型
マンツーマンディフェンス
ディフェンスの1人が相手バックプレーヤーの1人をゴールエリアから離れた位置で厳しくマークし、攻撃に参加させないディフェンス。
防御側の他の選手がゾーンディフェンスで守っていることを含めて表記する場合には、「5-0+1ディフェンス」のように表記する。2人の選手がマンツーマンディフェンスを行う場合は「ダブルマンツーマンディフェンス」と呼ぶ。
マークの対象とされた攻撃側の選手は、ゴールエリア付近でボールを持ちにくくなるため、攻撃側が1人のバックプレーヤーに依存している場合に有効とされる。ただし防御側も1人が釣り出されるため、残りのコートプレーヤーは通常より広い範囲を守ることとなる。
マークを担当する選手には、マークの対象とした相手選手に抜かれない、優れたディフェンス能力や運動量が求められる。

オールコート・マンツーマンディフェンス
防御側全員がマンツーマンで守るディフェンス。
攻撃側に早い展開を強制し、できる限り早いボール奪取を目指す。ゴールエリア付近が広く空くため、即座にゴール確率の高いシュートへと持ち込まれるリスクがある。体力的な負担も大きい。
一時的な撹乱目的や、試合終盤にリードを許したチームがリスク覚悟で追い上げを図る場合に使用される。

## その他の競技用語
セットオフェンス(セットディフェンス)
防御側の陣形が整った状態での攻防のこと。速攻の対義語ともいえる。
速攻時に比べプレーが落ち着き、即座に得失点へと繋がる可能性は低いため、一般的にこの状態で選手交代が行われる。

ファストブレーク
速攻のこと。防御側の陣形が整う前に行われる攻撃。広い攻撃スペースがあるため、局地的な数的優位が生じやすく、ゴール確率の高いシュートへと繋がりやすい。
抜け出した選手が即座に相手ゴールへと迫る「1次速攻」、広い攻撃スペースを生かして複数名で攻める「2次速攻」、本来の守備陣形への配置や守備要員との交代を防御側に許さず攻撃を続ける「3次速攻」と、局面によって、1次速攻から3次速攻までに分類されている。

ターンオーバー
攻撃側のミスや反則、防御側によるパスカットなどにより、攻撃側がシュートに至らずボールを失い、攻守が入れ替わること。防御側の速攻に繋がることが多い。

バックチェック
「リトリート」とも呼ばれる。相手の速攻に対して、自陣へと戻りながらディフェンスを行うこと。

枝(えだ)
防御側の手や腕のこと。「シュートが枝に当たる」、「ディフェンスが枝を張る(手でシュートコースを塞ぐ)」などと使う。

流し・引っ張り
ボールを投げる選手の利き手方向を「流し」、利き手と逆方向を「引っ張り」と呼ぶ。「流しにシュートを打つ」などと使う。
主にシュート方向を示す用語。

近め・遠め
ある選手や地点から見て、より近いゴールポスト側を「近め」、より遠いゴールポスト側を「遠め」と呼ぶ。「遠めへとシュートを打たせるため、ゴールキーパーが近めに立つ」などと使う。
サッカーのニアサイドやファーサイドにあたる用語で、本競技ではシュート方向やゴールキーパーの立ち位置を示すことが多い。

## 派生した競技
- ビーチハンドボール
- 車いすハンドボール
- Jクイックハンドボール - 12歳以下を対象とする日本独自の試合方式。本競技との違いとして、最大登録人数20人、スローオフをゴールエリアのゴールキーパーが行うなどがある。1対1の技術向上などを目的に2015年より施行されたが、試行錯誤が続いている[注 74]。

## 題材とする作品

### 小説
- あざみ野高校女子送球部!（小瀬木麻美）

### コミック
- 彦市HEART（ささけん）
- THROW OFF（佐久間力）
- 大好王（道元宗紀）
- HAND'S -ハンズ-（板倉雄一）
- ウラナリ（板橋雅弘）
- 明日のない空（塀内夏子）
- 送球ボーイズ（フウアイ/サカズキ九）

### 映像作品
- 私たちの生涯最高の瞬間-韓国映画
- ダブルスカイ（日本赤十字社）-献血推進広報映画
- ＃ハンド全力-2019年女子世界選手権タイアップ映画